# Governo Dilma Rousseff
O Governo Dilma Rousseff é o período da história política brasileira que se inicia com a posse de Dilma Vana Rousseff no cargo de presidente, em 1 de janeiro de 2011, após ter derrotado o candidato do PSDB, José Serra, nas eleições de 2010; passa por sua reeleição em 2014, que lhe garantiu o direito a um segundo mandato presidencial em 1 de janeiro de 2015, e termina com seu impeachment em 31 de agosto de 2016.
Marca-se como um período histórico por ser a primeira vez que uma mulher assumiu a Presidência da República no Brasil. O governo era composto inicialmente por 37 ministérios no primeiro mandato e no segundo mandato com 39 ministérios, tendo o maior número de ministérios no seu segundo mandato desde a redemocratização, em 1985, sete a mais que o governo anterior.
Nos primeiros meses de governo, Dilma contrariou a vontade de setores do próprio partido de regulamentar a imprensa e declarou que "a imprensa livre é imprescindível para a democracia". O segundo mandato de Dilma foi marcado por uma grave crise econômica e política no país, com o PIB per capita encolhendo mais de 9% entre 2014 e 2016. No ano de seu impeachment, a taxa de desemprego ficou em 12%, enquanto em 2010 era de 6,7%. Mesmo após a sua saída, a taxa de desemprego permaneceu na casa dos dois dígitos por mais de cinco anos, caindo somente em março de 2022, durante o governo Jair Bolsonaro.
O Índice de Democracia, elaborado anualmente pela revista britânica The Economist, colocou o Brasil em 2010, início do Governo Dilma, como o 47.º país mais democrático do mundo. No ranking de 2013, ele apareceu na 44.ª colocação. Segundo a pesquisa, 11% da população mundial vivia em "democracias completas", o que não era o caso do Brasil, ainda considerado uma "democracia imperfeita".

## Posse

### Primeiro mandato

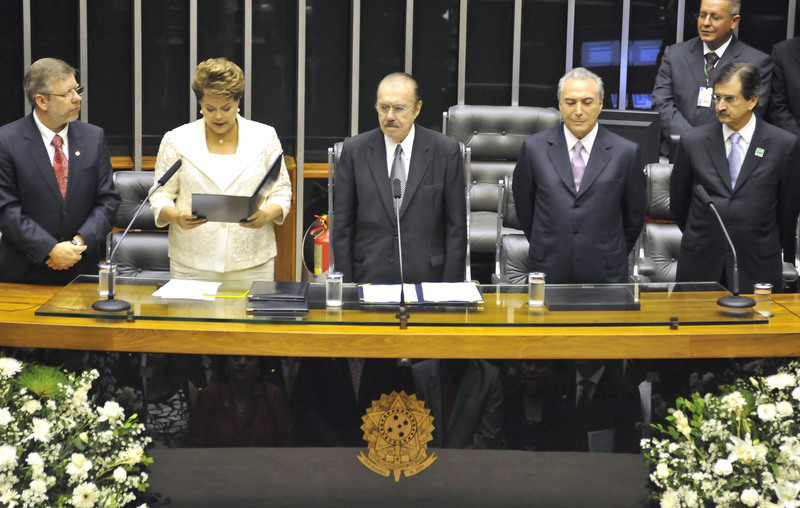
Dilma Rousseff discursa no Congresso Nacional do Brasil como presidente.

A presidente eleita e seu vice-presidente, Michel Temer, foram diplomados pelo Tribunal Superior Eleitoral (TSE) em solenidade realizada no dia 17 de dezembro de 2010, às 17 horas, na sede do TSE, em Brasília, com a presença de 250 convidados, entre parentes e políticos. Dilma disse que iria "honrar as mulheres, cuidar dos mais frágeis e governar para todos". Os diplomas foram confeccionados na Casa da Moeda do Brasil. Este é o teor da diplomação:
Pela vontade do povo brasileiro, expressa nas urnas em 31 de outubro de 2010, a candidata pela coligação Para o Brasil Seguir Mudando, Dilma Vana Rousseff, foi eleita presidente da República Federativa do Brasil. Em testemunho desse fato, a Justiça Eleitoral expediu o presente diploma, que a habilita à investidura do cargo perante o Congresso Nacional no dia 1 de janeiro de 2011, nos termos da Constituição.— Texto do diploma conferido a Dilma Rousseff pelo Tribunal Superior Eleitoral

#### Cerimônia e eventos subsequentes

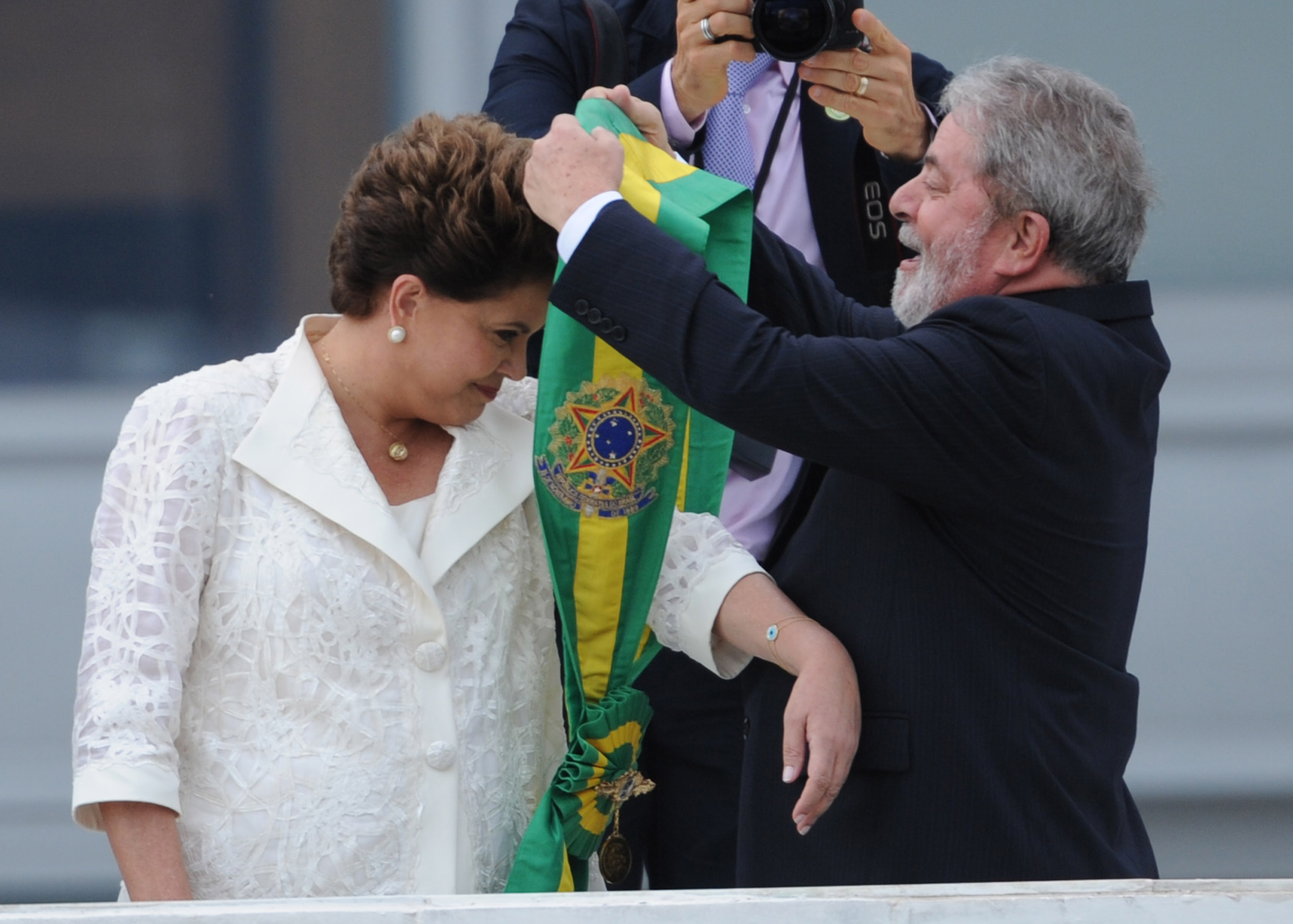
Dilma Rousseff recebe a faixa presidencial de Luiz Inácio Lula da Silva em 1 de janeiro de 2011.

Dilma Rousseff tomou posse como Presidente do Brasil em 1 de janeiro de 2011. O evento de posse - que foi organizado pela sua equipe de transição, pelos Ministérios das Relações Exteriores e da Defesa e pela Presidência da República - foi aguardado com alguma expectativa, por se tratar da primeira mulher a presidir o país. Figuras femininas importantes na história do Brasil foram homenageadas com painéis espalhados por todo o Eixo Monumental de Brasília. De acordo com a Polícia Militar do Distrito Federal, em torno de 30 mil pessoas compareceram ao evento.
Até 21 de dezembro de 2010, a editora do Senado tinha impresso 1 229 convites para a posse de Dilma Rousseff. O Congresso Nacional recebeu um total de 2 mil convidados para a cerimônia. Conforme relatado pela imprensa, entre 14 e 17 chefes de Estado e de governo confirmaram a sua presença. Entre eles estavam José Sócrates, Juan Manuel Santos, Mauricio Funes, Alan García, José Mujica, Hugo Chávez, Álvaro Colom, Alpha Condé, Sebastián Piñera, Evo Morales (mas não pôde comparecer devido a protestos de última hora em seu país) e Boyko Borisov. O Presidente dos Estados Unidos, Barack Obama, enviou a Secretária de Estado, Hillary Rodham Clinton, para representá-lo. O ex-primeiro-ministro do Japão, Taro Aso, também participou da cerimônia.
Além da cerimônia formal, a posse de Dilma Rousseff também contou com apresentações de cinco cantoras brasileiras: Elba Ramalho, Fernanda Takai, Zélia Duncan, Mart'nália e Gaby Amarantos. O Ministério da Cultura organizou a parte cultural do evento, com um orçamento estimado em 1,5 milhão de reais. Os concertos começaram às 10h00 e terminaram às 14:00 horas, com o início da cerimônia oficial. As apresentações continuaram entre 18:00-21:00. Rousseff não participou, já que ela realizou uma recepção no Palácio do Itamaraty para as autoridades estrangeiras que participaram da cerimônia de posse. Cada autoridade estrangeira teve a oportunidade de falar com ela por 30 segundos.

#### "Presidenta"
O Brasil foi o primeiro país de língua portuguesa a ter uma mulher eleita para um cargo de chefe de Estado (embora Carmen Pereira tenha exercido interinamente a presidência de Guiné-Bissau, entre 14 e 16 de maio de 1984). A norma culta da língua portuguesa aceita as duas grafias – presidente e presidenta – como corretas e aceitáveis. Ainda em 1889, o Novo Dicionário da Língua Portuguesa de Cândido de Figueiredo utiliza o termo "presidenta" significando mulher que preside e outros dicionários também o seguem; por exemplo, de acordo com o Dicionário Houaiss da Língua Portuguesa, “presidenta” é o feminino de presidente, embora seja menos usual. Já o Dicionário Aurélio afirma que a palavra pode ser usada no masculino e feminino, apontando “presidenta” como “esposa do presidente” ou “mulher que preside”. O Moderno Dicionário da Língua Portuguesa Michaelis e o Dicionário Brasileiro Globo também atribuem a mesma significação que o dicionário Aurélio.
Dilma afirmou preferir ser tratada pela forma flexionada feminina "presidenta", mas desde sua eleição não houve posicionamento oficial a respeito do tema, o que gerou certa confusão. Os meios de comunicação não estabeleceram qualquer padronização, mas, a despeito da manifestação de Dilma, uma parcela considerável dos jornais, revistas e blogs preferiram utilizar o vocábulo presidente, que é aplicável aos dois gêneros.

### Segundo mandato

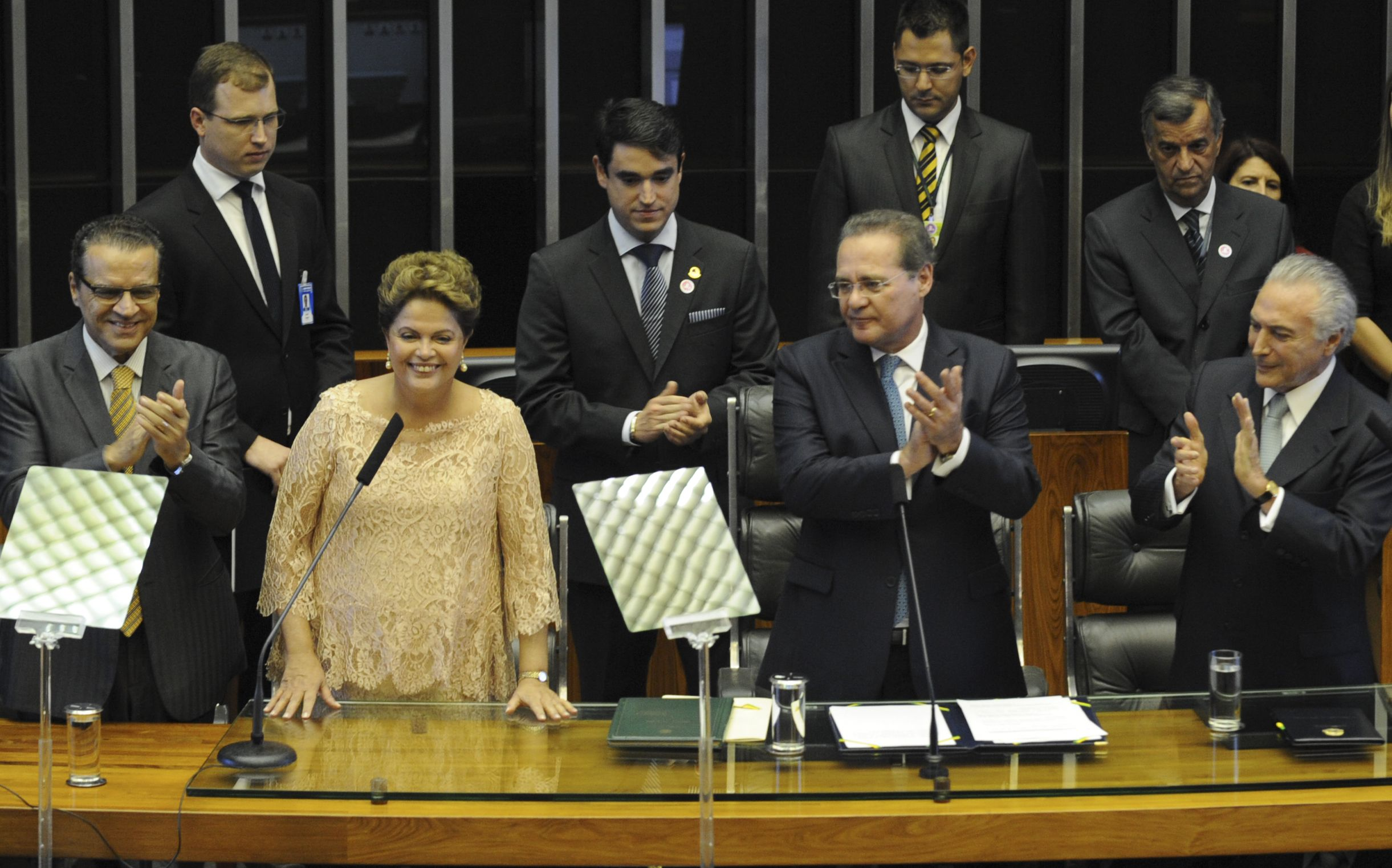
Dilma Rousseff durante cerimônia do Compromisso Constitucional, leitura do Termo de Posse e o pronunciamento no Congresso Nacional.

A reeleição de Dilma Rousseff foi anunciada às 20h27min do dia 26 de outubro de 2014, quando 98% das urnas já haviam sido apuradas. No mesmo dia, em seu primeiro discurso após a reeleição, Dilma afirmou, em Brasília, que estaria aberta ao diálogo, que sua reeleição foi um "voto de esperança dado pelo povo" e que "a primeira e mais importante" reforma que pretende fazer será a política. Conforme Luiz Inácio Lula da Silva, Dilma ficou triste ao ser reeleita.

#### Cerimônia de posse
Dilma Rousseff tomou posse do cargo de Presidente da República para o seu segundo mandato no dia 1 de janeiro de 2015, em sessão solene na Câmara dos Deputados, com a presença do presidente do Senado, Renan Calheiros, do presidente da Câmara, Henrique Eduardo Alves, e do presidente do STF, Ricardo Lewandowski. A Presidente anunciou na solenidade o lema do seu novo Governo: "Brasil, Pátria Educadora".

## Gabinete
Primeiro mandato
Segundo mandato

## Política interna

### Gestão econômica

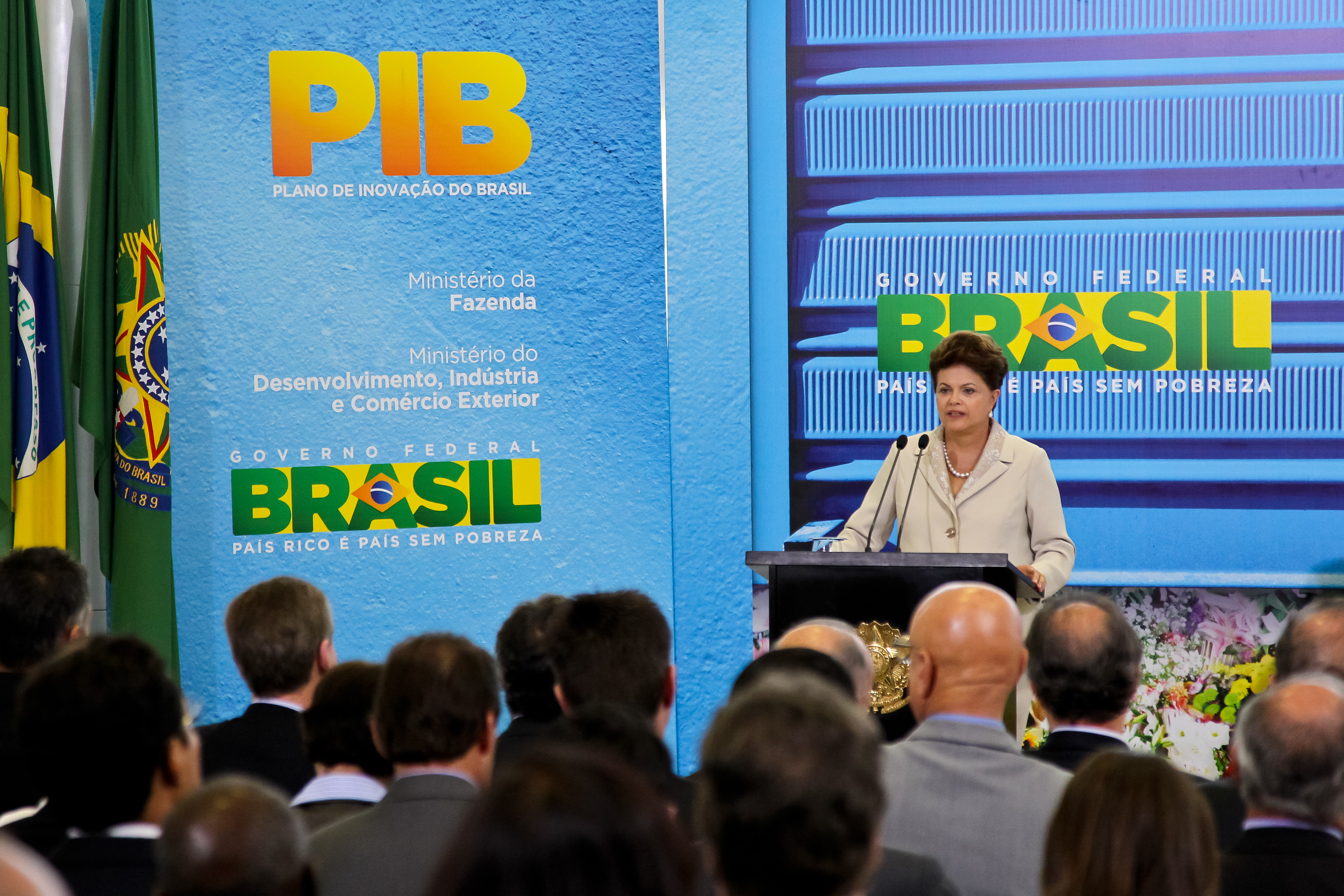
Presidenta Dilma Rousseff junto a ministros, participam da Cerimônia de celebração de acordo entre a Frente Parlamentar Mista das Micro e Pequenas Empresas e o governo federal, referente ao aperfeiçoamento da Lei Geral das Micro e Pequena Empresas, no Palácio do Planalto.

A gestão da economia brasileira com Dilma Rousseff iniciou-se dando seguimento a boa parte da adotada no Governo Lula. Considerou-se que Dilma ficaria dominada pela influência de seu antecessor; no entanto, a presidente logo mostrou sinais próprios de idealismo e estilo de governança, embora Lula tenha permanecido como um influenciador até o fim do governo. O seu governo, particularmente na parte econômica, começou com a saída de Henrique Meirelles da presidência do Banco Central, depois de oito anos à frente da instituição. Para o lugar de Meirelles, foi escolhido o ex-diretor do Banco Central Alexandre Tombini, que, em discurso de posse, defendeu um sistema financeiro sólido e eficiente como condição para crescimento sustentável. Para outro local de destaque da equipe econômica do governo, o Ministério da Fazenda, Dilma optou pela permanência de Guido Mantega.
Um estudo sobre seu primeiro ano de governo, elaborado pelo Centro de Pesquisa e Apoio aos Trabalhadores em parceria com o Instituto Humanitas da Unisinos, considerou que os princípios que nortearam sua atuação inicial derivam de um modelo desenvolvimentista ou intervencionista, em que o Estado tem importante papel na regulação e fomento do crescimento econômico, bem como na definição das estratégias para o crescimento
Apesar da crise inicial que enfrentou com seus ministros, o governo não foi profundamente abalado. Algumas grandes dificuldades econômicas apareceram pela mudança no contexto internacional, diluindo o ambiente favorável ao crescimento nacional que Lula encontrara no seu primeiro governo, e trazendo desafios inesperados aos planos originais, fazendo baixar as expectativas.

### Macroeconomia

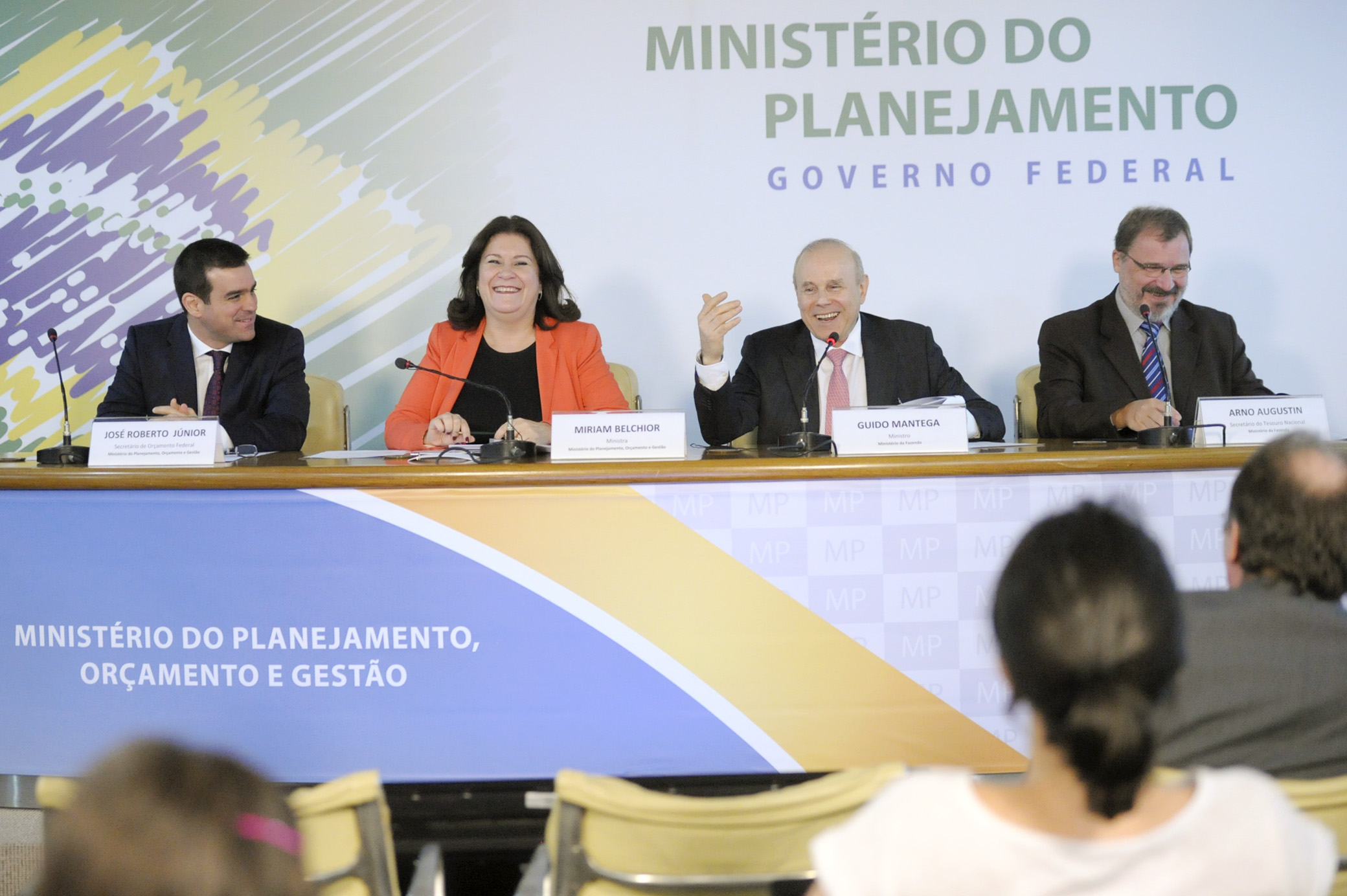
A ministra do Planejamento, Miriam Belchior, e o ministro da Fazenda, Guido Mantega, concedem coletiva à imprensa no auditório do Ministério do Planejamento.

No início do governo Dilma, foram implementadas medidas que incluíam políticas de forte intervenção governamental na economia que combinaram política monetária com a redução da taxa de juros e política fiscal com dirigismo no investimento, elevação de gastos, concessões de subsídios e intervenção em preços. Essa política ficou conhecida como nova matriz econômica, e foi apontada como uma das causas da crise de 2014.
Entre 2010 e 2014, o Brasil foi o país que mais perdeu posições no ranking mundial de competitividade, caindo do 38º lugar para o 54º entre as sessenta economias analisadas pelo International Institute for Management Development (IMD) e pela Fundação Dom Cabral. O estudo avalia as condições oferecidas pelos países para que as empresas que neles atuam tenham sucesso nacional e internacionalmente, promovendo crescimento e melhorias nas condições de vida da sua população. Na análise, os critérios avaliados são: desempenho econômico, infraestrutura e eficiência dos seus governos e empresas.
Embora, tenha sido justamente durante o primeiro mandato do Governo Dilma, que o Brasil alcançou o melhor índice de competitividade, em lista anual divulgada pelo Fórum Econômico Mundial. Nessa lista, são analisadas 118 variáveis, que são agrupadas em 12 diferentes categorias.
Nesse meio tempo, em 2012, a balança comercial brasileira registrou um superávit - saldo entre importações e exportações - de US$ 19,43 bilhões. Frente ao ano de 2011, quando o saldo positivo somou US$ 29,79 bilhões, foi registrada uma queda de 34,75%, o pior desempenho em 10 anos.
Nos anos seguintes, os resultados seriam ainda mais fracos. Em 2013, a balança comercial brasileira teve superávit de US$ 2,56 bilhões, o pior resultado para um ano fechado desde 2000, quando houve déficit de US$ 731 milhões. Em 2014, foi contabilizado um déficit (importações maiores do que exportações) de US$ 3,93 bilhões, o primeiro desde 2000.
Ainda em 2013, de acordo com o Banco Central, a conta de transações correntes do Brasil, um dos principais indicadores da situação da economia brasileira (valor onde se somam os resultados da balança comercial e de outras operações não relacionadas que impliquem entrada ou saída de capitais - serviços e rendas -), fechou 2013 com um déficit inédito de US$ 81,37 bilhões. Com isso, o déficit superou o resultado negativo registrado em 2012 (-US$ 54,23 bilhões, recorde histórico para um ano fechado), com alta de 50%.
Em 2014, o déficit foi ainda maior: US$ 90,9 bilhões (depois revisado para US$ 103,98 bilhões).

### Orçamento

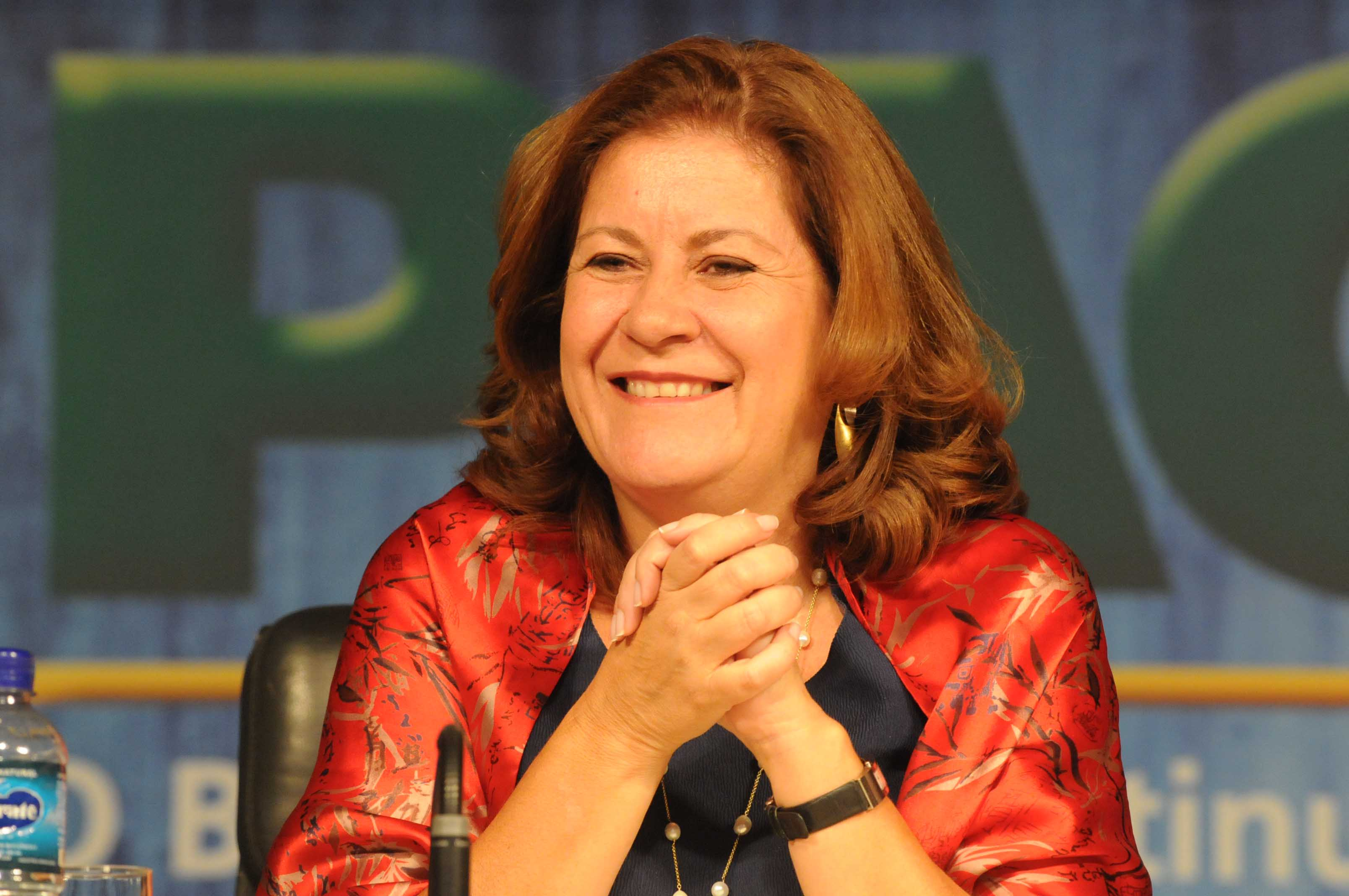
Miriam Belchior, então Ministro do Planejamento, Orçamento e Gestão.

Em fevereiro de 2011, o governo anunciou um corte recorde de R$ 50 bilhões no Orçamento federal do mesmo ano, o equivalente a 1,2% do Produto Interno Bruto (PIB). A justificativa para a decisão foi a de que o bloqueio de gastos era uma maneira de o governo tentar combater as pressões inflacionárias, e, com isso, permitir uma política "mais suave" para a taxa básica de juros. O ministro da Fazenda, Guido Mantega, explicou também que a medida fazia parte também do processo de reversão de todos os estímulos feitos para a economia brasileira entre 2009 e 2010 para evitar os efeitos negativos da crise financeira internacional. Durante a campanha eleitoral da qual saiu vitoriosa, tanto Dilma Roussef como seu adversário José Serra, negaram que fariam acertos deste tipo nas contas públicas.
No corte recorde do Orçamento, o programa Minha Casa, Minha Vida recebeu contenção de mais de R$ 5 bilhões nos repasses do governo, apesar de o governo afirmar que as despesas com os programas sociais e com os investimentos do PAC (Programa de Aceleração do Crescimento) seriam integralmente mantidos. De acordo com Miriam Belchior, ministra escolhida por Dilma para o Planejamento, a redução de despesa teve relação com o fato de a segunda parte do Minha Casa ainda não ter sido aprovada pelo Congresso. O programa tinha como objetivo disponibilizar dois milhões de habitações até 2014, 60% delas para famílias de baixa renda.
Dilma suspendeu a contratação do aprovados em concursos públicos e a realização de novos processos seletivos durante o ano de 2011, como forma de conter os gastos do governo, considerados elevados nos últimos anos. Durante sua campanha nada foi falado sobre a suspensão.
Fomento econômico e dados de inovação
O Programa de Aceleração do Crescimento (PAC) 2 foi lançado em 29 de março de 2010. Previa recursos da ordem de R$ 1,59 trilhão em uma série de segmentos, tais como transportes, energia, cultura, meio ambiente, saúde, área social e habitação. São 6 as áreas de investimentos do PAC 2: Cidade Melhor, Comunidade Cidadã, Minha Casa, Minha Vida, Água e Luz para todos (expansão do Luz para Todos), Transportes e Energia. O saneamento também foi incluído, com um investimento total de R$ 2,8 bilhões para 635 municípios distribuídos pelo território nacional.
Dados do 8º balanço do PAC 2, revelaram, que "do total de R$ 665 bilhões aplicados até 31 de agosto (de 2013), R$ 217,4 bilhões (33,2%) se referem a financiamento habitacional. Outros 178,3 bilhões (27,2%) foram investidos pelas empresas estatais, entre elas a Petrobras. O setor privado foi responsável por R$ 129,9 bilhões (19,8%), e o programa Minha Casa, Minha Vida por outros R$ 60,3 bilhões em investimentos (9,2%).". Mesmo assim, o programa permaneceu muito controverso Para fontes oficiais, o programa havia contratado 3,2 milhões de unidades habitacionais em março de 2014, com investimentos de R$ 205 bilhões.
A Associação Brasileira da Infraestrutura e Indústrias de Base (ABDIB), que agrega grandes empresas de infraestrutura, afirmou em nota oficial, que, por razões diversas, o modelo de privilegiar a gestão e os recursos orçamentários do poder público para expandir a infraestrutura nos anos mais recentes se exauriu. Segundo a associação, dois programas sucessivos - PAC 1 e PAC 2 - trouxeram algumas inovações no controle e na análise de riscos, mas ainda não conseguiram atender de forma significativa os resultados esperados.
Na opinião de Michael Reid, um dos editores da revista The Economist, o Programa de Aceleração do Crescimento (PAC 2) tinha trazido mais problemas do que soluções. Em entrevista de outubro de 2013, ele disse:
O Brasil passou bem pela crise financeira mundial, mas depois começou a sair um pouco dos trilhos. Em parte, porque em todo o mundo as forças por trás da onda de crescimento começaram a se esgotar. Mas acho também que o governo tirou a lição errada da crise, de que a solução está no capitalismo de Estado, como diz o Consenso de Pequim (apelido dado ao modelo chinês de crescimento, que envolve princípios de abertura econômica e bastante intervenção do Estado na economia). Por isso, há um ânimo empresarial bastante negativo neste momento. 

Logotipo e slogan, País rico é país sem pobreza, do primeiro mandato de Dilma Rousseff

Apesar dos programas de investimento e infraestrutura, a terceira edição do relatório produzido pela escola mundial de negócios Insead, em parceria com a Confederação da Indústria Indiana (CII), realizado em 2010, mostrou que o Brasil estava na 68ª posição no ranking mundial de inovação de 2010, que classificava as economias de Islândia, Suécia e Hong Kong como as três mais inovadoras do mundo. Dentre os países latino-americanos, o país ficou no 7º posto, perdendo para nações como Costa Rica, Chile e Uruguai.A pesquisa classificou 132 países a partir de 60 indicadores diferentes, tais como patentes por milhão de habitantes, investimentos em pesquisa e desenvolvimento, usuários de internet banda larga e celulares por 100 pessoas e prazo médio para se abrir um negócio no país. O estudo também mede o impacto da inovação para o bem-estar social, incluindo dados de gastos com educação, PIB per capita e o índice Gini de desigualdade social.
Em 2013, o Brasil aparecia na 64º posição deste mesmo ranking. O indicador foi divulgado pela Organização Mundial de Propriedade Intelectual (OMPI), pela Universidade de Cornell (EUA) e pelo Insead. A classificação leva em conta 84 indicadores para avaliar elementos da economia nacional que favorecem atividades de inovação, como instituições, capital humano e pesquisa, infraestrutura, aperfeiçoamento das empresas, além de provas manifestas em conhecimento e tecnologia e resultados criativos. Os cinco países considerados como campeões da inovação são Suíça, Suécia, Reino Unido, Holanda e EUA.
Para Aloísio Mercadante, ex-ministro da Ciência e Tecnologia e da Educação,
Na última década nós construímos a estabilidade macroeconômica, com 350 bilhões de dólares em reservas cambiais, reduzimos a dívida pública de 65% para 35% do PIB, estabilizamos a democracia, a divisão dos poderes, a liberdade de imprensa e somos um país que há 140 anos não tem conflito com vizinhos. O Brasil chega na posição de sexta economia do mundo com uma série de valores que o mundo admira. O grande diferencial foi ter incluído 40 milhões de pessoas no mercado de consumo e isso é fundamental porque, nesta crise, não há como crescer para fora por causa da situação da Zona do Euro, a dificuldade da economia americana de retomar o crescimento mais acelerado e, principalmente, a desaceleração asiática. A nossa âncora é o crescimento do mercado interno e isso significa emprego e salário. O Brasil vai ter que fazer um ajuste para aumentar sua competitividade, e a presidenta Dilma está fazendo um conjunto de medidas para elevar a eficiência sistêmica da economia brasileira".

### PIB

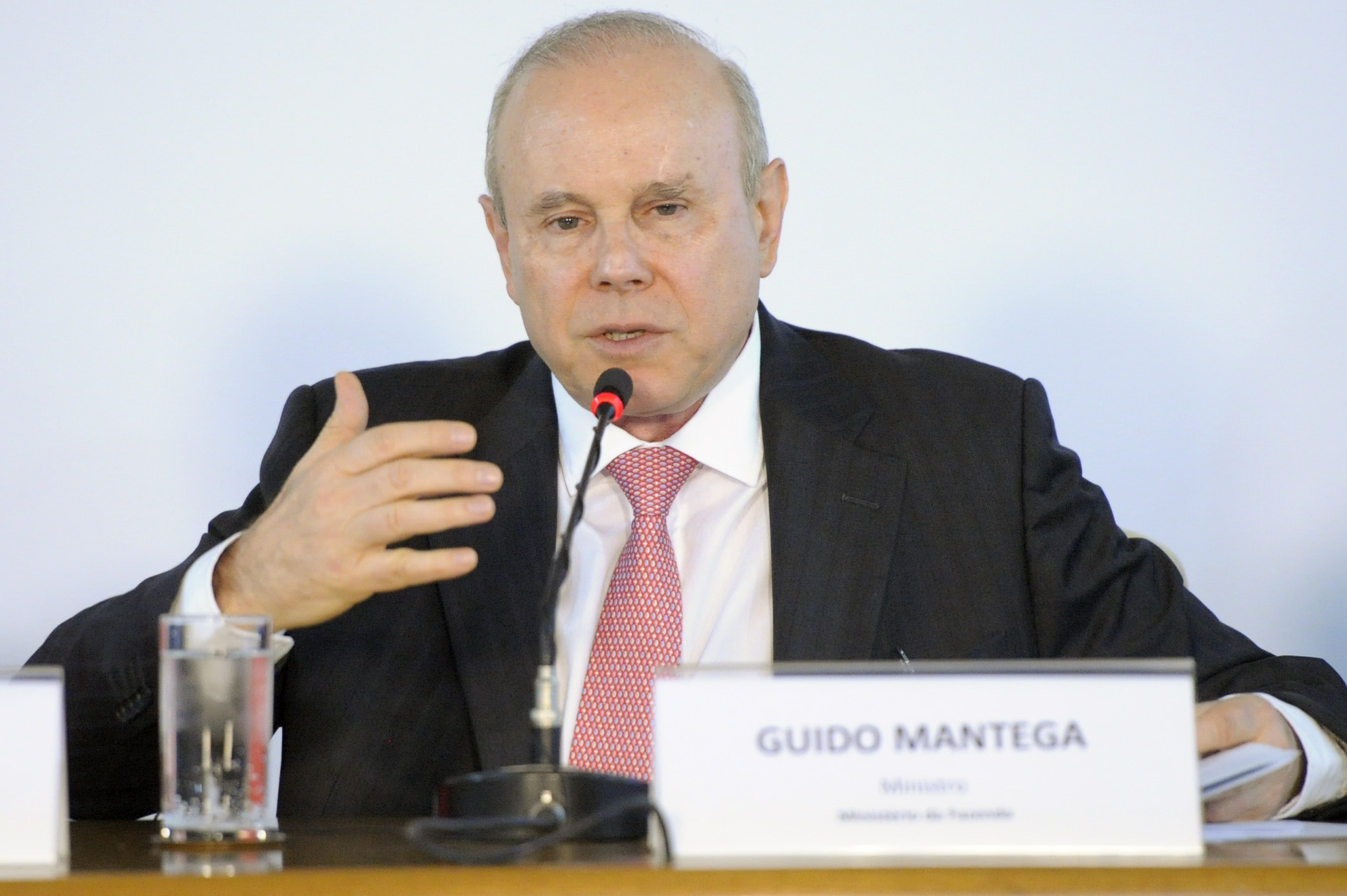
Guido Mantega, Ministro da Fazenda durante o 2° mandato de Lula e o 1° mandato de Dilma.

Em junho de 2011, o IBGE fez a primeira divulgação sobre PIB do Governo Dilma. De acordo com o instituto, a economia brasileira apresentou crescimento de 1,3% no primeiro trimestre de 2011 ante o quarto trimestre de 2010, quando o PIB havia se expandido 0,8% sobre o terceiro trimestre. Na comparação com o primeiro trimestre de 2010, a expansão do PIB foi de 4,20%. Em 26 de dezembro diversos jornais britânicos destacaram que o Brasil ultrapassou o Reino Unido, tornando-se assim a sexta maior economia do mundo, sendo a primeira vez que o PIB brasileiro superou o daquele país. Os dados são do Centro de Pesquisa Econômica e de Negócios.
Em março de 2012, o IBGE divulgou que o PIB do primeiro ano do Governo Dilma cresceu 2,7%, o que representou um desempenho abaixo do aguardado pelo mercado financeiro e de próprios setores do governo, como o Ministério de Fazenda, que previa expansão em torno de 3% para 2011. Em 2012, o PIB cresceu 0,9%, também abaixo do que o mercado e o governo esperavam no início do ano. O número foi revisto posteriormente para uma expansão de 1%, conforme o IBGE.
Em 2013, a despeito do cenário desfavorável vivido por boa parte das economias do globo, o PIB cresceu 2,3%. O resultado ficou abaixo das estimativas iniciais do governo para o ano, mas surpreendeu os economistas do mercado financeiro, que aguardavam uma expansão menor. Em relação às 13 principais economias mundiais que divulgaram seus resultados de 2013, o Brasil teve o terceiro maior crescimento – atrás apenas de China (7,7%) e Coreia do Sul (2,8%).
Representante do mercado financeiro, a professora da PUC-RJ e diretora da consultoria Galanto, Monica Baumgarten de Bolle, afirmou que o comportamento da economia em 2013, melhor do que era esperado, poderia afastar as avaliações pessimistas que começavam a surgir no País.
Isso vai gerar um choque de realidade sobre a economia do País. O pessimismo não se traduz em recessão ou queda do PIB.— Monica Baumgarten de Bolle, professora da PUC-RJ e diretora da consultoria Galanto
Entre 2011 e 2013, o Brasil teve um crescimento econômico médio de 2%, o menor entre as principais economias emergentes. Nas estimativas do FMI, o PIB mundial cresceu a uma média de 3,3% nestes três anos.
Em 11 de março de 2015, o IBGE divulgou os resultados do PIB com base em nova metodologia, seguindo recomendação da Comissão Europeia, FMI, ONU e Banco Mundial. O crescimento da economia em 2011 passou de 2,7% para 3,9% e o de 2012 e 2013, de 1% e 2,5% para 1,8% e 2,7% respectivamente. O PIB de 2014, divulgado já com a nova metodologia, cresceu 0,1%, resultando numa média de 2,2% ao ano no primeiro mandato, a menor desde o Governo Collor.
Segundo relatório do Fundo Monetário Internacional de 2014, o Brasil era o 62º país do mundo no ranking do PIB per capita (que é o valor final de bens e serviços produzidos num país num dado ano, dividido pela população desse mesmo ano), com um valor de US$ 11,310 por habitante. Os EUA estão em 8º lugar com US$ 54,980 por habitante, a Alemanha em 18º com US$ 44,999 por habitante, e o Japão em 25º com US$ 39,100 por habitante.

### Tributação
Em 8 de março de 2013, a presidente Dilma surpreendeu o próprio partido ao anunciar via televisão o corte de impostos sobre a cesta básica. Ela declarou que "com desoneração da cesta básica governo abre mão de 7,4 bilhões de reais em arrecadação por ano".
No Governo Dilma a carga tributária subiu em todos os anos. A última vez que houve redução foi em 2009, devido a uma queda de arrecadação causada pela crise mundial, caindo temporariamente de 34,4% para 33,5% do PIB. Em 2014, a carga tributária chegou a 36,3% do PIB, recorde histórico, e a 2ª maior da América Latina.
Em 2014, depois de quatro anos de Governo Dilma, pela quinta vez consecutiva, pesquisa feita pelo IBPT (Instituto Brasileiro de Planejamento e Tributação) apontou o Brasil como país com pior retorno de impostos à população. O estudo compara os 30 países com maior carga tributária em relação ao PIB. A carga tributária do Brasil ultrapassa 35% do PIB. Para o presidente do IBPT, o estudo reforça e mostra a necessidade de cobrar dos governos melhor aplicação dos recursos pagos pelos contribuintes: "Os brasileiros foram às ruas recentemente em protestos em que as faixas também mostravam a insatisfação com a elevada carga tributária e o pouco retorno em qualidade de vida".

### Inflação
Apesar de ainda ter ficado dentro da meta do Conselho Monetário Nacional (CMN), de 4,5%, com tolerância de 2 pontos para cima ou para baixo, o Índice Nacional de Preços ao Consumidor Amplo (IPCA) de 2010 (último ano do governo anterior) registrou alta acumulada de 5,91% e foi o maior desde 2004. Em janeiro de 2011, primeiro mês do Governo Dilma, o índice de inflação registrou taxa mensal de 0,83%, o maior resultado desde abril de 2005 (0,87%), que levou a taxa acumulada em 12 meses para 5,99%.
Em março de 2011, com pressão forte motivada por preços do grupo Alimentação e Transportes, o IPCA se manteve num nível elevado, de 0,79%, que representou a maior taxa para o mês desde 2003. O resultado mensal levou a taxa acumulada em 12 meses para 6,30%, nível bem perto do teto da meta perseguida pelo Banco Central, que gerou preocupações dos economistas do mercado financeiro e obrigou o governo a adotar novas medidas de restrição ao crédito para controlar o aquecimento da economia. No mês de abril, o indicador do IBGE mostrou desaceleração, para uma taxa de 0,77%, mas isso não impediu que o resultado acumulado em 12 meses superasse o teto da meta de inflação. O número atingiu 6,51% e representou o primeiro rompimento do nível perseguido pelo BC desde junho de 2005.
Após registrar alta de 7,31% no acumulado de 12 meses e atingir a maior marca nesta comparação desde maio de 2005, o IPCA entrou em lento processo de desaceleração nos meses seguintes. O índice de inflação encerrou 2011 com uma taxa acumulada de 6,50% e ficou no teto da meta estabelecida pelo CMN, registrando o maior nível anual desde 2004, quando apresentou taxa de 7,60%.
Em 2012, a inflação oficial registrou taxa de 5,84%. Apesar de representar uma desaceleração ante 2011, novamente ficou acima do centro da meta perseguida pelo Banco Central. Especificamente em dezembro de 2012, pode-se observar uma alta da inflação, de 0,79%, a maior desde março de 2011. Segundo informações do IBGE, o avanço nos preços no final do ano foi motivado principalmente pelos alimentos, devido a problemas climáticos. Os empregados domésticos foram os que mais encareceram (12,73%), enquanto os automóveis tiveram queda de 5,71%.
As medidas adotadas desaceleraram a inflação, embora não tanto como o governo havia planejado, encerrando o ano de 2011 com uma taxa acumulada de 6,50%, no teto da meta estabelecida pelo Conselho Monetário Nacional. Mesmo enfrentando dificuldades, em junho de 2011 o IBGE apresentou resultados positivos das políticas, indicando um crescimento de 1,3% no primeiro trimestre do ano. O desempenho positivo colocou o país na posição de sexta maior economia do mundo. Ao longo de todo o seu governo as expectativas oficiais de crescimento seriam em geral frustradas, com índices abaixo do previsto, mas, não obstante, o crescimento tem sido positivo. O primeiro ano de seu mandato resultou num crescimento de 2,7%, em 2012 a economia cresceu 0,9%, e em 2013 o PIB cresceu 2,3%. Em 2013 o país ficou em terceiro lugar em taxa de crescimento entre as 13 principais economias mundiais.
Entretando, em 2013 a inflação oficial ficou acima do esperado pelo mercado em geral. O Índice Nacional de Preços ao Consumidor Amplo (IPCA) fechou o ano em 5,91%, superior à estimativa de 5,74% do mercado financeiro. Em dezembro de 2013, o índice acelerou para 0,92%, e teve a maior alta mensal desde abril de 2003, quando atingiu 0,97%. Foi também o maior valor para meses de dezembro desde 2002, cujo resultado chegou a 2,1%. No ano de 2015 a inflação oficial havia ultrapassado dois dígitos, quando chegou a 10,67%.

### Taxas de juros
Como medida inicial para evitar que a inflação chegasse a níveis desconfortáveis para o cumprimento da meta de 2011 estabelecida pelo CMN, o Governo Dilma promoveu o aumento da taxa de juros. Logo na primeira reunião do Copom, a diretoria do BC elevou a taxa SELIC em 0,50 ponto porcentual para 11,25%, maior patamar desde março de 2009. Na segunda reunião do comitê do Banco Central, os juros foram elevados novamente em 0,50 ponto porcentual, agora para 11,75% ao ano, o maior nível desde os 12,75% de janeiro de 2009. Em abril, um novo ajuste na Selic, de 0,25 ponto porcentual, levou a taxa para a marca de 12% ao ano. Com mais este aumento, o Brasil seguiu na liderança entre as taxas de juros reais mais elevadas do mundo. O posto foi mantido depois das reuniões de junho e julho do Copom, que promoveu mais dois aumentos de 0,25 ponto porcentual e levou a Selic para o nível de 12,50%.
Na reunião do Copom de agosto, a diretoria do BC surpreendeu o mercado financeiro com um corte de 0,50 ponto porcentual na Selic, para 12% ao ano, enquanto a totalidade dos economistas trabalhava com a manutenção da Selic no nível de 12,50%. A justificativa do dos diretores da autoridade monetária foi de que a crise internacional vivida por economias centrais, como dos países da Europa, traria influência na economia brasileira. A decisão do Banco Central foi criticada pelo mercado financeiro e por partidos de oposição. Eles levantaram a hipótese de perda de independência da autoridade monetária, já que, dias antes da opção pela redução dos juros, a presidente Dilma Rousseff havia afirmado que começava a ver a possibilidade de redução dos juros no Brasil. O ministro da Fazenda, Guido Mantega, rebateu as críticas ao BC, afastando a hipótese de interferência política na decisão  do Copom.
Após o corte de juros de agosto de 2011, no intuito de incentivar o aquecimento da atividade econômica, o BC promoveu um forte afrouxamento na política monetária, com novas reduções na Selic, que, em outubro de 2012, caiu para 7,25%, atingindo o menor nível da história. Até abril de 2013, quando subiram para 7,50%, os juros no Brasil ficaram inalterados. Depois deste período, para evitar as pressões inflacionárias que ameaçavam o cumprimento da meta estipulada pelo CMN, o Copom iniciou um processo de aperto monetário, com altas seguidas nos juros que trouxeram, em fevereiro de 2014, a Selic para 10,75%, mesmo nível que a presidente Dilma Rousseff encontrou no início de seu mandato.
Com a taxa básica de juros (Selic) a 10,75% ao ano, o Brasil mantém-se no topo do ranking de países com maiores juros reais do mundo. Os juros reais descontam a inflação projetada para os próximos 12 meses. Os juros básicos no Brasil ficaram em 4,48%. Em segundo, vinha a China, com taxa real de 3,41%. Em terceiro a Turquia, com 3,09%, seguida pela Índia (2,86%) e a Hungria (1,28%).

### Geração de energia

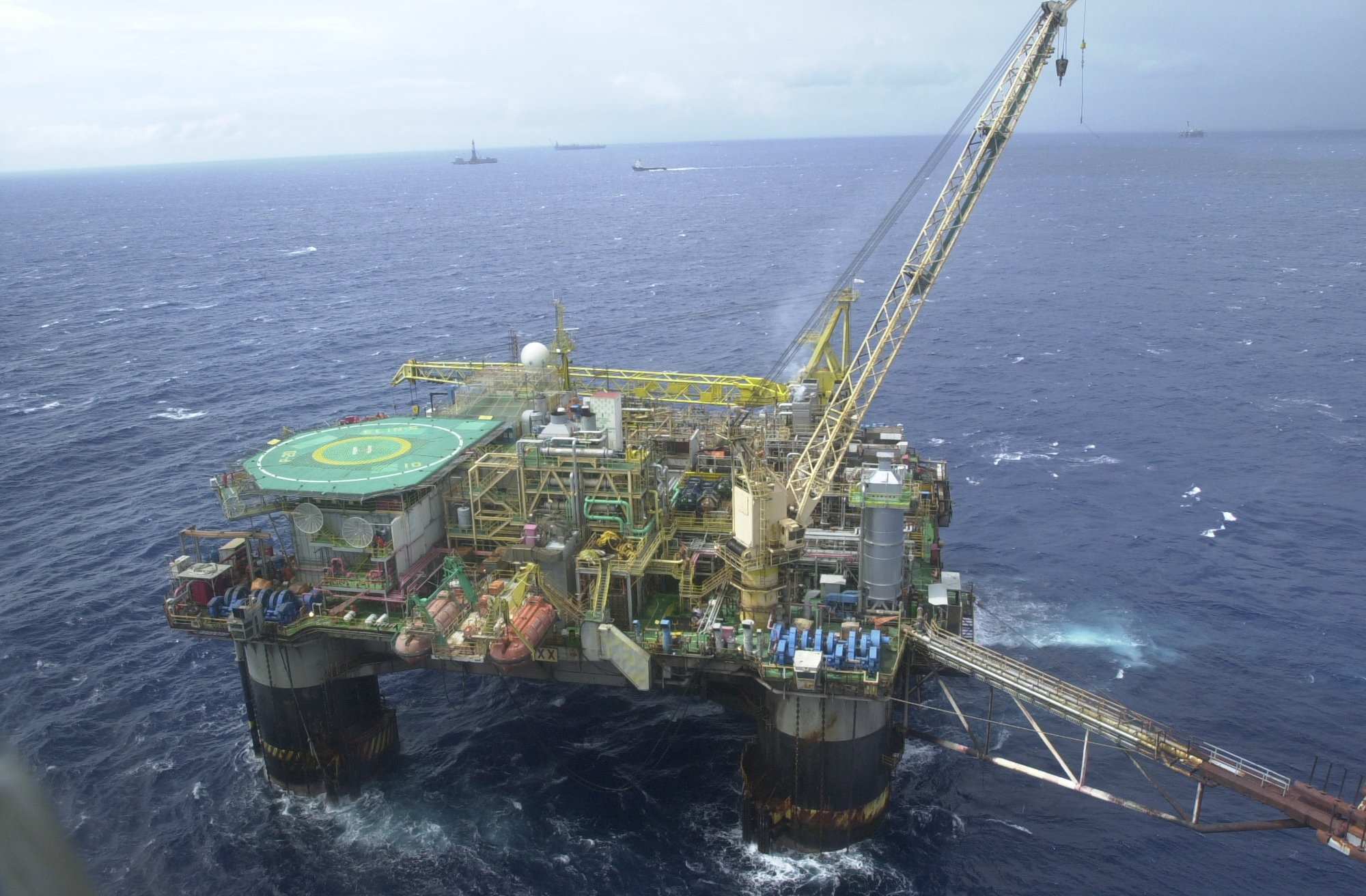
Plataforma petrolífera P-20, da Petrobras: a exploração de petróleo em águas profundas tornou a empresa uma referência mundial.

O governo estimulou o setor energético, dando incentivos à pesquisa e produção de petróleo e carvão mineral, à construção de hidrelétricas e ao desenvolvimento de fontes alternativas de energia, como o biodiesel e o álcool da cana. Em vários programas o Brasil conquistou projeção internacional, como na pesquisa de petróleo em águas profundas e na produção de álcool. Liga-se a este setor a questão ambiental e agrária, onde o Brasil tem sido cronicamente pouco efetivo no combate às ameaças ao seu meio ambiente. Além dos investimentos alternativos, outras linhas de ação foram observadas pelo governo, como as ligações do Brasil com o problema do aquecimento global.
O Brasil, de fato, conquistou projeção internacional nas negociações das políticas sobre o aquecimento, propondo metas voluntárias de redução de emissões de gases estufa, e foi elogiado pela ONU pela redução nas taxas históricas de desmatamento, mas a efetividade dos resultados das políticas ambientais recentes têm levantado discussões e controvérsias. O agronegócio tinha sido um dos pontos fortes do governo Dilma, contribuindo com 100 bilhões de dólares em exportações para o país, e é um setor de grande influência política, sobretudo pela forte presença no Congresso como base aliada da então presidente (a chamada Frente Parlamentar Agropecuária). Contudo, o setor tem interesses que com frequência divergem dos ambientalistas, surgindo dali uma série de conflitos, por vezes violentos, que o governo teve dificuldades em administrar durante a gestão, e que são engrossados por reivindicações de outros setores da sociedade, como os sem-terra e os povos indígenas.

### Microeconomia

#### Relações com a iniciativa privada e concessões
Em fevereiro de 2012, o Governo Dilma concedeu à iniciativa privada o controle de 3 aeroportos brasileiros: o consórcio Invepar venceu a disputa pelo aeroporto de Guarulhos, o aeroporto de Viracopos ficou com o grupo Aeroportos Brasil, e o grupo Inframerica Aeroportos ficou com o Aeroporto Juscelino Kubitschek, em Brasília. E agosto de 2012, o governo dela executou uma obra de 153 milhões no aeroporto de galeão antes de privatiza-lo, sendo que o sindicato da aviação civil entrou numa ação contra o governo.
Apesar do termo "privatização" ter sido largamente usado para descrever a operação, o termo correto seria concessão de serviço público. Diferentemente da privatização, a concessão é regulada por meio de um contrato que  transfere a execução do serviço público para uma empresa privada, sem no entanto tirar do poder público a titularidade do serviço, podendo inclusive retomá-lo a todo momento. Na privatização, ocorre a venda de uma entidade pública e a transferência definitiva da atividade desta para o comprador, o que não pode ser feito com serviços públicos, somente é possível quando se trata de uma atividade econômica como a de um banco.  A concessão do aeroporto de Campinas deverá durar 30 anos, o de Brasília 25 anos e o de Guarulhos, 20. A Infraero, empresa estatal, permanece com até 49% do capital de cada aeroporto.
A licença de operação do aeroporto de Guarulhos foi a leilão pelo preço mínimo de R$ 3,4 bilhões e arrematada por R$ 16,213 bilhões, com ágio de 373%. Já a de Campinas foi oferecida por R$1,47 bilhões e arrematada por uma proposta de R$ 3,821 bilhões(ágio de 159,8%). Brasília, oferecida a R$ 582 milhões, foi comprada com ágio de 673%, por R$ 4,501 bilhões. Além de pagar pelas licenças, cada concessionária deverá investir no mínimo, até 2014: R$ 1,38 bilhão, no caso de Guarulhos, R$ 873 milhões no caso de Viracopos e R$ 626 milhões em Brasília. O edital dos leilões também inclui exigências quanto à qualidade dos serviços que terão que ser prestados, incluindo cotas nos estacionamentos, cadeiras nas salas de espera e extensão das filas nos pontos de atendimento. Entretanto, estima-se que o investimento necessário para a adequação dos aeroportos ao volume de tráfego esperado para os próximos anos, com a realização da Copa do Mundo e das Olimpíadas, seria de R$ 4,6 bilhões para o aeroporto de Guarulhos, R$ 8,7 bilhões para Campinas e R$ 2,8 bilhões para Brasília. Além disso,foi feita concessões públicas de bacias de petróleo e de meios de transporte.

#### Tarifa de energia
Em janeiro de 2013 em pronunciamento em rede nacional de rádio e televisão, a presidente Dilma anunciou corte na tarifa de energia de 18% para residências e 32% para indústrias. A medida foi possível graças a um acordo com as transmissoras de energia que aceitaram a redução no preço, desde que o governo pagasse uma indenização por melhorias feitas na rede antes do ano 2000. A indenização foi calculada em R$ 62,2 bilhões em 2017 e será diluída na conta de luz dos consumidores até 2025 A oposição acusou a presidente de estelionato eleitoral alegando que foi uma manobra para reduzir a conta de luz às vésperas da campanha presidencial de 2014, mas com a indenização prevista, o consumidor sofreria um aumento após as eleições.

#### Salário mínimo
Em fevereiro de 2011, o Congresso Nacional, aprovou a proposta estipulada pelo Governo Dilma, de aumentar o valor do salário mínimo, de R$ 510 para R$ 545, mesmo com a sugestão de partidos da oposição de valores de R$ 560 e R$ 600. O reajuste foi superior à inflação acumulada de 2010, quando o INPC foi de 6,47%, mas recebeu críticas de setores da sociedade civil. Especialistas lembram que, se confirmadas as projeções para o INPC do primeiro bimestre, o valor de R$ 545 teria em março, mês que entrou em vigor, poder de compra 1,3% inferior ao de janeiro de 2010, no último reajuste do Governo Lula. Para repor a inflação de 14 meses, seria necessário um aumento para R$ 552. Com a inflação do primeiro bimestre confirmando as expectativas de alta mais intensa, foi o primeiro reajuste anual do mínimo abaixo da inflação desde 1997.
Em dezembro de 2011, a presidente Dilma Rousseff assinou decreto pelo qual reajustou o salário mínimo em 14,13%. Com isso, a partir de janeiro do ano seguinte, o novo valor do mínimo passou a R$ 622. Conforme estudo do Dieese, o aumento determinado fez com que o poder de compra do salário mínimo alcançasse o nível mais alto em mais de 30 anos. Segundo a instituição, levando-se em conta o valor da cesta básica apurado em novembro pela entidade (R$ 276,31), o novo piso poderia comprar 2,25 cestas, a maior quantidade registrada desde 1979. Ainda de acordo com o Dieese, o aumento de R$ 77 determinado pela presidente causou um gasto extra anual de R$ 19,8 bilhões à Previdência Social. Este custo foi, no entanto, menor do que o aumento da arrecadação de impostos, já que, em virtude do crescimento do consumo consequente da alta do piso salarial, a previsão era que a arrecadação subiria em R$ 22,9 bilhões em 2012.
A partir de janeiro de 2012 o salário mínimo foi reajustado para R$ 622, o que, de acordo com estudo do DIEESE, fez com que o poder de compra do trabalhador alcançasse o nível mais alto em mais de 30 anos, podendo comprar 2,25 cestas básicas, a maior quantidade desde 1979.

#### Medidas de assistência econômica

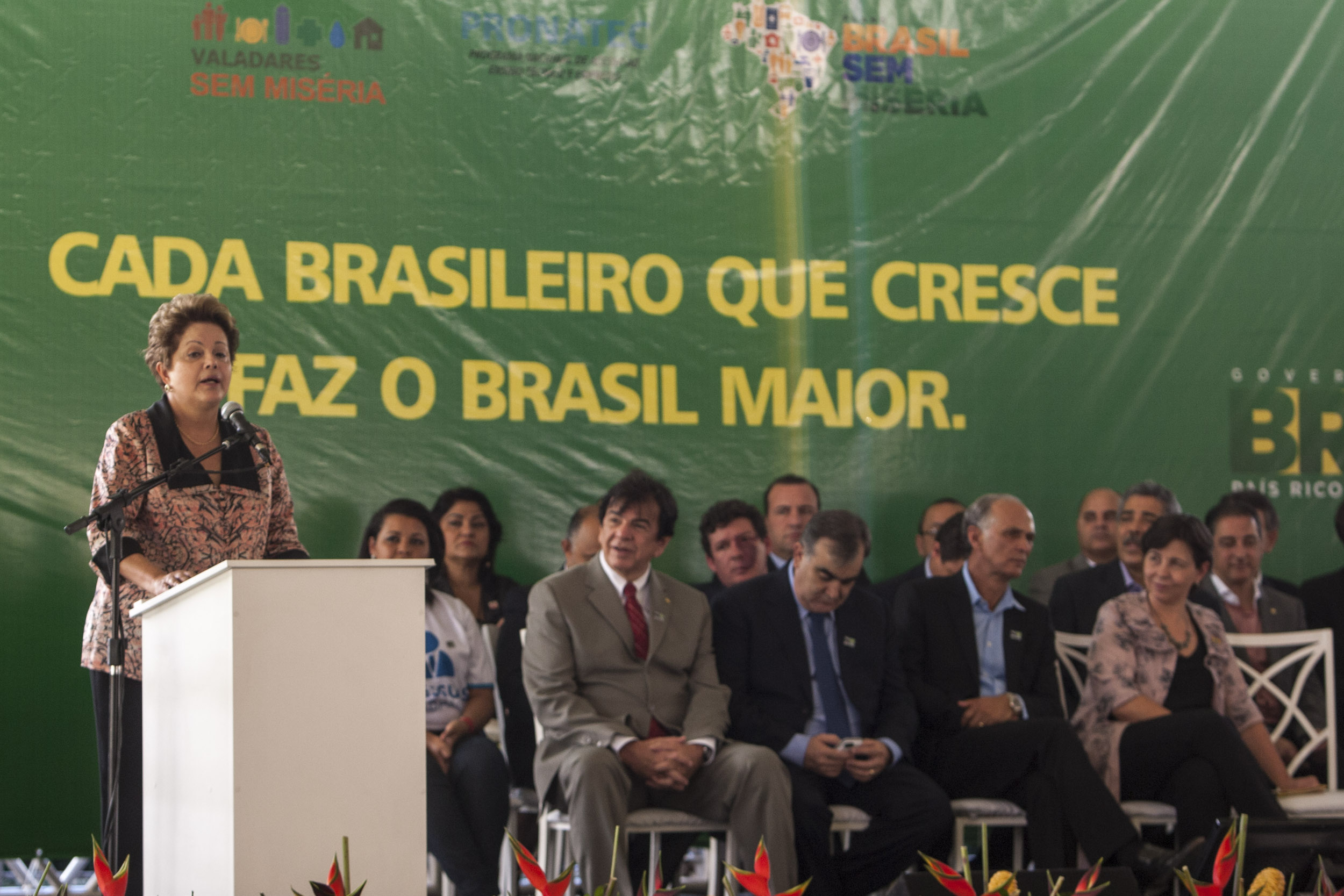
Presidenta Dilma Rousseff e ministra do Desenvolvimento Social e Combate à Fome, Tereza Campello, participam de formatura de alunos do Pronatec voltado ao público de baixa renda, que fazem parte do Plano Brasil Sem Miséria

O Brasil sem Miséria foi um plano do governo com projetos associados para atender a áreas específicas da economia familiar, como o Bolsa Família, que concedeu aos beneficiários de R$ 77,01 a R$ 154, conforme o número de dependentes e o grau de pobreza. Segundo Tereza Campello, ex-ministra do Desenvolvimento Social e Combate à Fome, o programa foi um sucesso, levando 22 milhões de brasileiros para cima da linha da miséria:
"Foi o fim da miséria, do ponto de vista da renda, para o público do Bolsa Família. [...] Esse novo projeto político aliviou a pobreza, empoderou as mulheres, melhorou as condições de vida no Nordeste, levou as crianças para a escola e impactou positivamente na saúde das crianças e das gestantes. [...] A renda dos mais pobres cresceu 6,4% com relação à dos mais ricos, o salário mínimo teve um aumento de 72% acima da inflação e foram criados mais de 20 milhões de empregos formais nesses 10 anos".
Francisco Diniz Bezerra, especialista do Banco do Nordeste, disse que "os beneficiários tendem a consumir bens produzidos nacionalmente, ajudando a fortalecer o setor produtivo do país, estimulando o mercado interno e criando um mercado consumidor de massas".
Já o programa Microempreendedor Individual foi destinado a fomentar pequenos mercados e a dar assistência técnica e gerencial a microempresas, presente em 4 mil municípios e, segundo o ministro da Educação, Henrique Paim, contemplando até março de 2014 mais de 6 milhões de pessoas; O programa Água para Todos cuja meta em 2014 era de construir 750 mil cisternas e 6 mil sistemas coletivos de abastecimento para o consumo, especialmente na região semiárida, tinha em outubro daquele ano 725 820 famílias atendidas.

#### Economia internacional

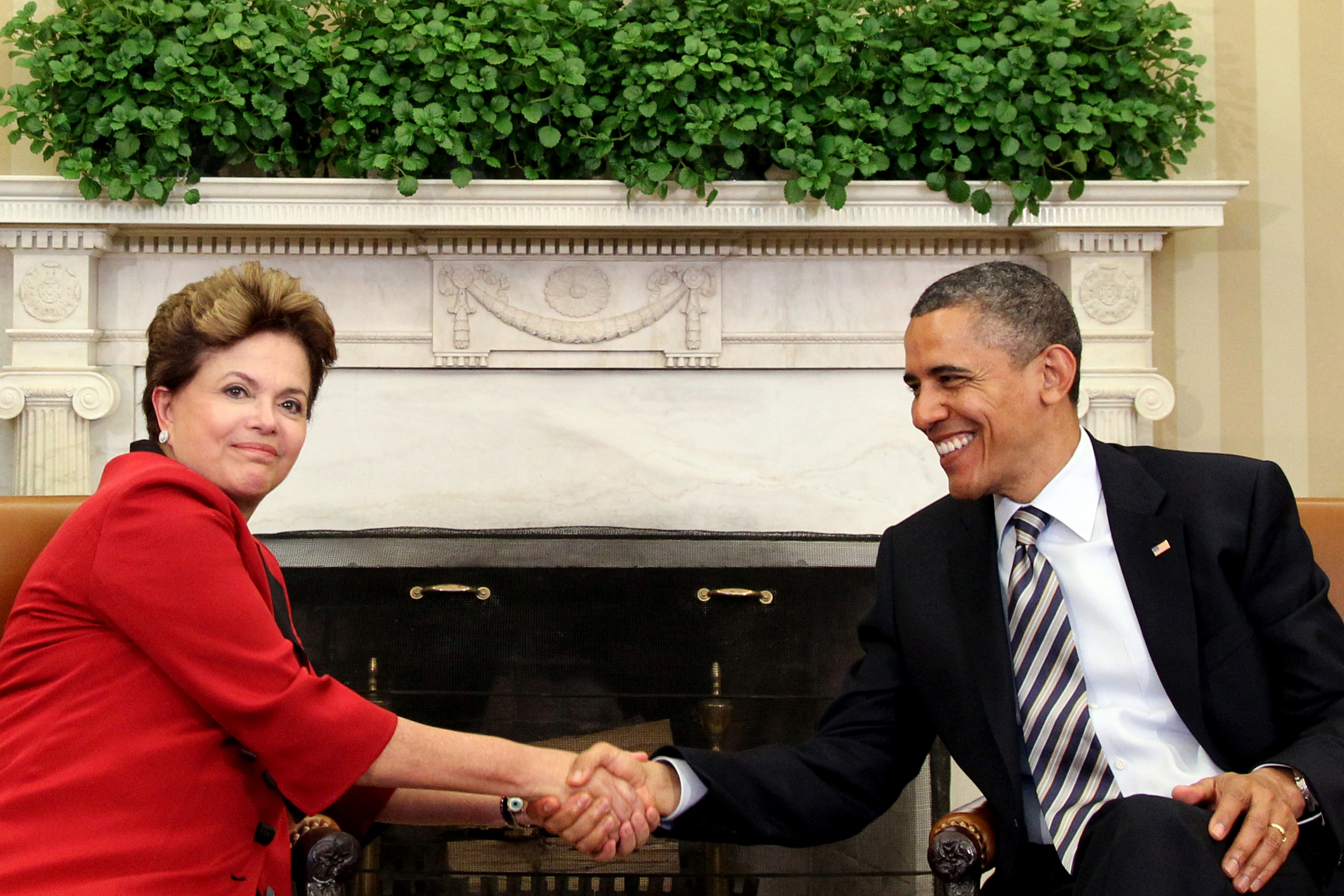
Dilma Rousseff e Barack Obama em encontro em Washington, abril de 2012

Em abril de 2011, Dilma viajou para a China e realizou ampliação nos negócios com aquele país. Possibilitou a produção de aeronaves da Embraer em território chinês, além de ganhar aval inédito para a exportação da carne de suínos, com a habilitação de três unidades frigoríficas. Ao todo foram assinados mais de 20 acordos comerciais. A Huawei anunciou investimentos de US$ 350 milhões no Brasil. Numa rápida visita ao Uruguai em maio de 2011, a presidente e José Mujica assinaram acordos envolvendo nano, TI e biotecnologia. Eles estabeleceram projetos para a instalação de uma linha de transmissão de 500 quilowatts entre San Carlos, no Uruguai, e Candiota, no Brasil, além da adoção, pelo governo uruguaio, do padrão de TV Digital nipo-brasileiro.
Depois de receber do governo anterior o País com um valor total recorde de US$ 288,575 bilhões em reservas internacionais, a gestão Dilma Rousseff atingiu, no início de fevereiro, um total de US$ 300 bilhões em reservas, o que representou nova marca histórica. Economistas avaliam que, se por um lado, um valor alto das reservas possibilita uma maior segurança para o país enfrentar crises externas, por outro lado, a compra de dólares por parte do governo brasileiro tende a aumentar a dívida interna nacional. Em 2013, as reservas internacionais brasileiras registraram o primeiro recuo em 13 anos, segundo informações do Banco Central. Somaram US$ 375,79 bilhões, contra US$ 378,61 bilhões no fechamento de 2012. A diminuição foi de 0,74%, ou US$ 2,81 bilhões. Antes disso, o último registro de baixa havia sido em 2000, ainda no Governo Fernando Henrique Cardoso, quando as reservas caíram US$ 3,34 bilhões, de US$ 36,34 bilhões em 1999 para US$ 33 bilhões em 2000.

### Segundo mandato

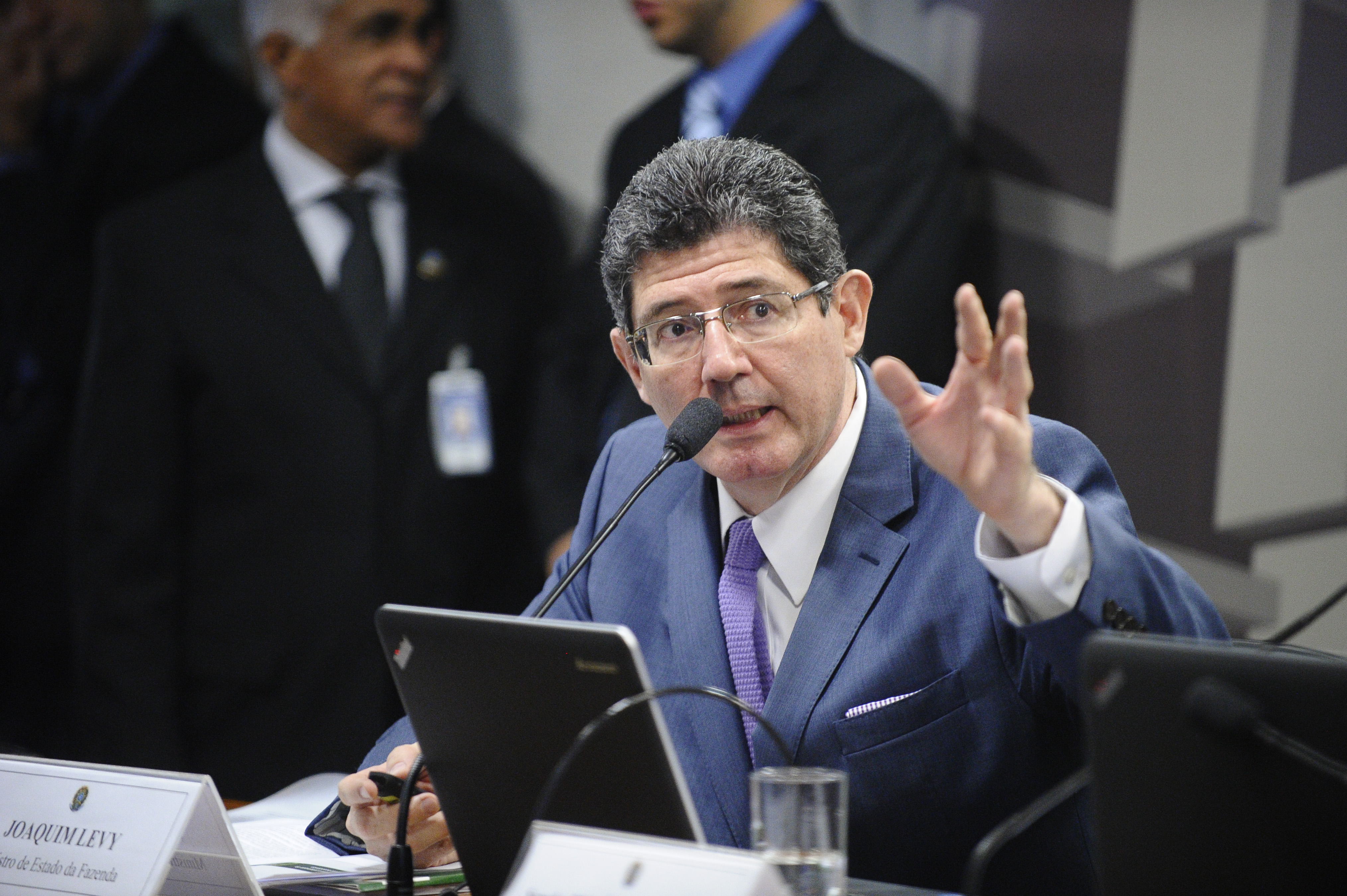
Joaquim Levy, Ministro da Fazenda durante o primeiro ano do 2° mandato de Dilma.

Joaquim Levy, indicado para o cargo de ministro da Fazenda, afirmou na cerimônia de apresentação em 27 de novembro de 2014, que teria como objetivo imediato estabelecer uma meta de superávit primário para os três primeiros anos de sua gestão, que seria 1,2% do PIB em 2015 e de pelo menos 2% em 2016 e 2017. Não descartou a possibilidade de cortes no orçamento e pediu o apoio da iniciativa privada para que a economia volte a crescer. Nos primeiros dois meses no cargo, Levy adotou medidas de ajuste fiscal, como as MPs 664 e 665, que modificam as regras de concessão de benefícios trabalhistas e previdenciários. Ao serem encaminhadas ao Congresso, desagradaram a diferentes segmentos da sociedade. Sindicatos assinalaram que os direitos dos trabalhadores estavam sendo retirados. Já a elevação da carga tributária desagradou ao empresariado. Em manifesto com mais de mil assinaturas,  economistas brasileiros colocaram-se contra  medidas as contracionistas previstas no ajuste fiscal, notadamente a adoção de uma política de juros altos. Contrário ao "discurso dos porta-vozes do mercado financeiro que chama de 'inflacionário' o gasto social e o investimento público em qualquer fase do ciclo econômico", o manifesto também refuta o argumento que associa a  inflação ao gasto público representado por desonerações que reduzem custos tributários e subsídios creditícios que reduzem custos financeiros." O texto também lembra  que "a austeridade agravou a recessão, o desemprego, a desigualdade e o problema fiscal nos países desenvolvidos mesmo tendo sido acompanhada por juros reais baixíssimos e desvalorização cambial." O documento ainda adverte para o risco de   recessão, em razão da apreciação cambial, estimulada por juros reais altos, e pelo que chama de "avalanche de importações".
Levy sofreu críticas de parlamentares do próprio PT e de centrais sindicais. Entretanto, o ministro afirmou que tais medidas se faziam necessárias e urgentes e pediu rapidez na aprovação pelo Congresso, o que seria fundamental para a volta do crescimento do país.
O PMDB, no entanto, foi mais receptivo, recebendo Levy no final de fevereiro de 2015 para um detalhamento do seu pacote econômico. Neste encontro, o ministro chegou a declarar que a desoneração da folha de pagamento, que Dilma Rousseff promoveu em seu primeiro mandato "era uma brincadeira que custava R$ 25 bilhões por ano aos cofres públicos, e estudos mostravam que não havia criado nem protegido empregos". Esta declaração custou a Levy uma reprimenda por parte da presidente, que declarou que "a desoneração foi importantíssima e continuava sendo. O ministro foi infeliz no uso do adjetivo". Levy, através de seus assessores, pediu desculpas pela declaração. Fazia parte do pacote econômico, a modificação da política de desoneração da folha de pagamento, que foi enviada à Câmara, porém devolvida ao governo, sem aprovação.
Em abril de 2015, o Banco Central adotou nova metodologia para o cálculo das transações correntes com o exterior, revisando o déficit de 2014 para US$ 103,98 bilhões. O projeto da lei de diretrizes orçamentárias para 2016 enviado ao Congresso Nacional também em abril, previu uma retração do PIB de 0,9% em 2015 e um crescimento real de 1,3%, 1,9% e 2,4% para os anos de 2016, 2017 e 2018, respectivamente.

#### Competitividade e produção industrial
O Brasil, que foi o país que mais perdeu posições no ranking mundial de competitividade de 2010 a 2014 (caiu do 38º lugar para o 54º entre as sessenta economias analisadas pelo International Institute for Management Development e pela Fundação Dom Cabral), teve nova queda em 2015, da 54ª para a 56ª posição, em um grupo de 61 países analisados. Os Estados Unidos continuam em primeiro lugar, seguidos por Hong Kong, Singapura, Suíça e Canadá. Entre os países latino-americanos, o Chile, no 35º lugar, foi o mais bem colocado. O México ficou em 39º.
Em abril de 2015, a indústria brasileira registrava queda pelo 3º mês seguido e, em 12 meses, a baixa foi de 4,8%, o pior resultado desde dezembro de 2009 (pior nível em 6 anos), quando a taxa foi de 7,1%. Dezenove das 24 atividades pesquisadas apontaram redução na produção. Segundo a Fundação Getulio Vargas (FGV), a confiança da indústria atingiu, em 2015, o menor nível da série histórica mensal da entidade, iniciada em outubro de 2005. Considerando a série anterior, trimestral, o resultado é o pior desde outubro de 1998.

#### PIB, exportações e dívida externa
A Confederação Nacional do Comércio (CNC), em seu boletim “Síntese da Conjuntura”, elaborado pelo economista e ex-ministro da Fazenda, Ernane Galvêas, fez, em maio de 2015, uma projeção para o PIB indicando uma queda na produção nacional da ordem de 1,4%, puxada principalmente pela queda na produção da indústria (-4,0%), que vinha atravessando um período de estagnação há três anos. Até o comércio, que tradicionalmente cresce, perdeu fôlego em 2014 (-1,8%) e tudo indica que vai continuar em queda em 2015 (-0,4%).
No 1° bimestre de 2015, as exportações registraram queda de 16,4% e as importações de -15,7%. O saldo negativo em Transações Correntes subiu a 100,2 bilhões de dólares no acumulado dos últimos 12 meses. De acordo com os dados do Fundo Monetário Internacional (FMI), publicados pelo jornal O Globo, a dívida externa brasileira atingiu ao fim de 2013, o valor de 750 bilhões de dólares; o equivalente a 1,8 trilhão de reais, ou 33,4 por cento do Produto Interno Bruto (PIB).

### Política educacional

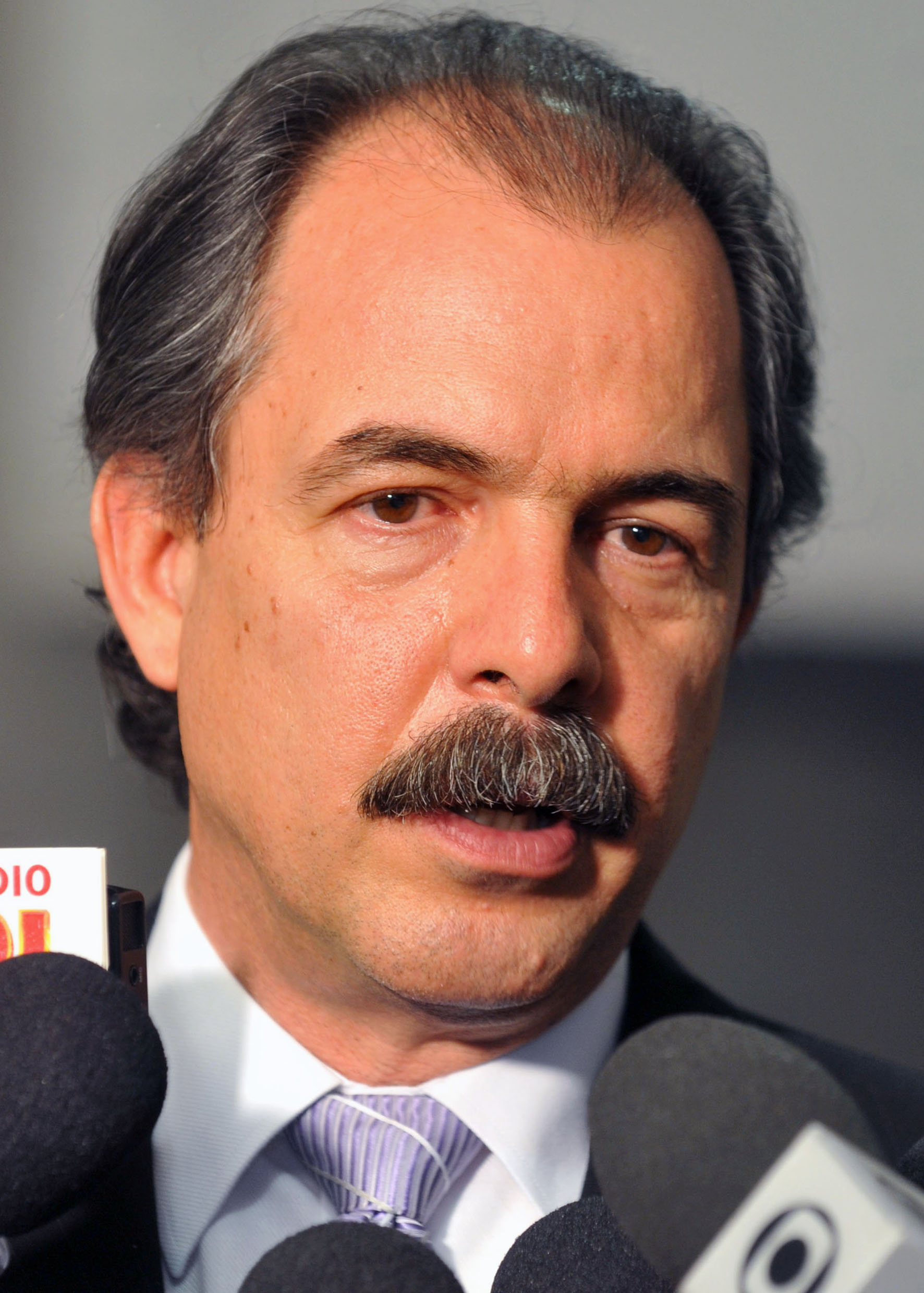
Aloízio Mercadante, Ministro da Educação durante o governo Dilma.

g, 18,7%, e também apresentava baixos índices de conclusão da educação básica, apontou o relatório Monitoramento de Educação para Todos 2010, lançado pela UNESCO (Organização das Nações Unidas para a Educação, Ciência e Cultura). A repetência na educação primária no Brasil naquele ano era ainda três vezes maior que a taxa apresentada pela América Latina (5,6%).[carece de fontes?]
Segundo o estudo, o Brasil teve "avanços expressivos" na Educação, mas desigualdades persistem entre os segmentos. O relatório concluiu ainda que o Brasil estava distante em relação ao cumprimento de metas sobre acesso e qualidade de ensino estabelecidos pela organização. O país ocupava a 88ª posição em um ranking de 128 países.
Em 2011, o Brasil continuou na 88ª colocação (entre 127 países) no ranking da educação mundial da Unesco, sendo considerado de "médio desenvolvimento" na área, atrás de Argentina, Chile e até mesmo Equador e Bolívia.
Já em 2014, O Brasil foi classificado na 38ª (antepenúltima) posição de um total de 40 países e territórios avaliados pelo ranking internacional de educação da Pearson, empresa de desenvolvimento de soluções para a área. O país ganhou apenas de México e Indonésia. No topo do ranking estão Coreia do Sul, Japão, Singapura e Hong Kong (China). O estudo The Learning Curve 2014 (A Curva de Aprendizado 2014) classificou o desempenho educacional a partir de fatores relacionados às mudanças de desempenhos globais de educação e à importância das habilidades pessoais para o século 21. O Brasil subiu uma posição em relação ao primeiro ranking, divulgado em 2012. Mesmo com a escalada de uma posição no ranking, o Brasil está entre os que registraram queda no índice de desempenho escolar e habilidades cognitivas.
Também em 2014, estudo da Unesco apontou que o Brasil aparece em 8.° lugar entre os países com maior número de analfabetos adultos. Ao todo, o estudo avaliou a situação de 150 países. De acordo com a mais recente Pesquisa Nacional por Amostra de Domicílios (PNAD), feita pelo Instituto Brasileiro de Geografia e Estatística (IBGE) em 2012 e divulgada em setembro de 2013, a taxa de analfabetismo de pessoas de 15 anos ou mais foi estimada em 8,7%, o que corresponde a 13,2 milhões de analfabetos no país.

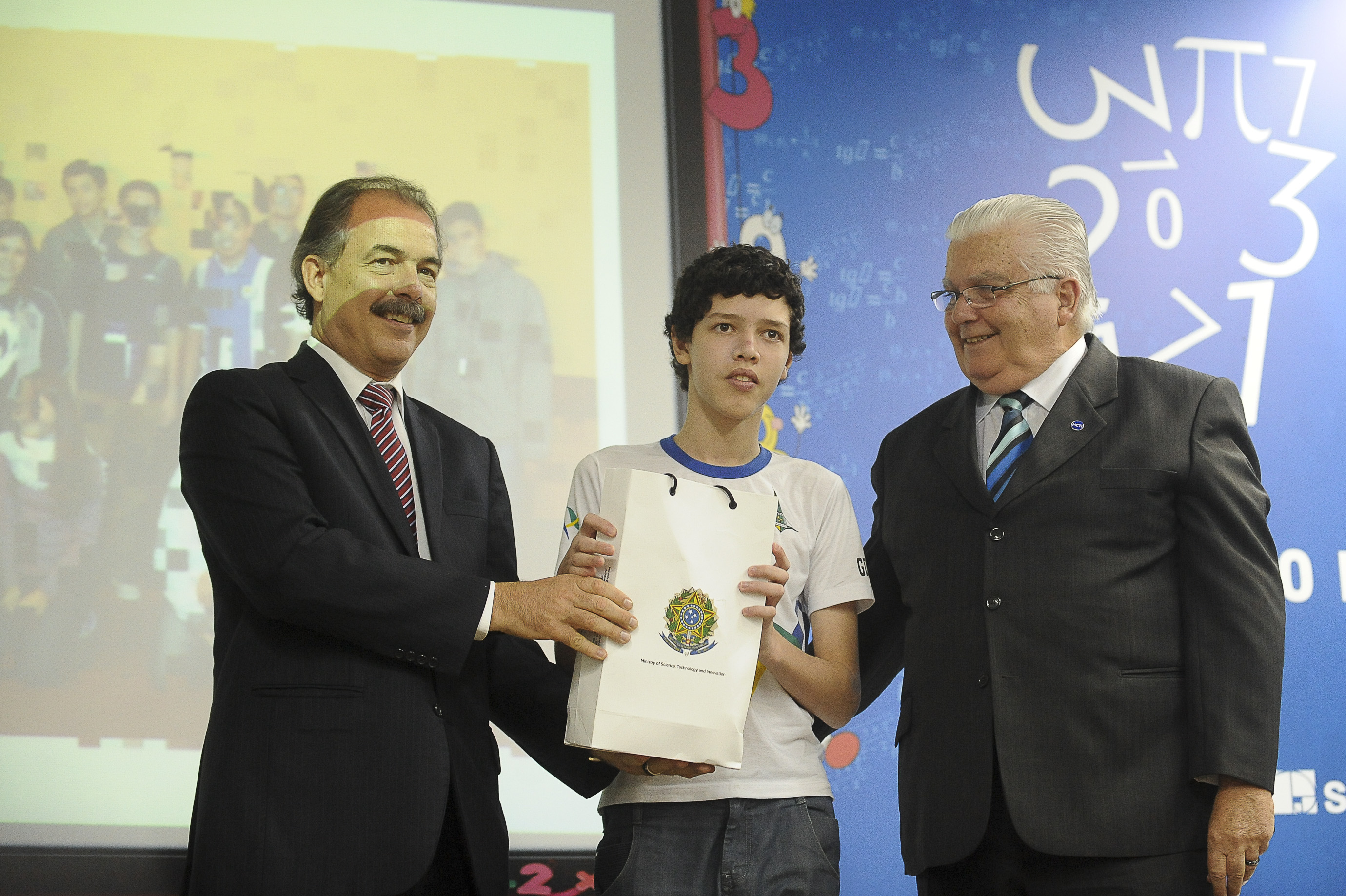
Os ministros da Educação, Aloizio Mercadante, e da Ciência, Tecnologia e Inovação (MCTI), Marco Antonio Raupp, entregam o prêmio ao aluno Hector Rocha, medalhista de ouro na 8ª Olimpíada Brasileira de Matemática das Escolas Públicas (OBMEP).

Apenas dezoito universidades brasileiras figuram entre as mil melhores do mundo (1,8% do total) em ranking global que destaca aquelas com maior impacto e influência científica, segundo estudo feito em 2014. O levantamento foi divulgado pela CWUR (Center for World University Rankings), uma consultoria árabe sediada na cidade de Jidá. Foi a primeira vez que a empresa árabe efetuou um levantamento que destaca as mil melhores universidades do mundo. Em 2012, quando começou a fazer os rankings, e em 2013, a CWUR fazia apenas um levantamento das cem melhores instituições. O Brasil não apareceu em nenhum desses dois últimos rankings. Entre as dez melhores universidades do mundo, oito eram dos EUA. Somente uma universidade brasileira estava entre as trezentas melhores do mundo (0,33% do total), e somente quatro estavam entre as quinhentas melhores (0,8% do total).

Logotipo com novo slogan, Pátria educadora, do segundo mandato de Dilma Rousseff

Em 25 de maio, Dilma suspendeu a distribuição dos kits anti-homofobia nas escolas que o Ministério da Educação havia planejado distribuir com o objetivo de combater o bullying e a discriminação aos homossexuais. Conforme divulgado pelo secretário-geral da presidência, Gilberto Carvalho, "a presidenta Dilma não gostou dos vídeos, achou o material inadequado, e determinou que não circule oficialmente."
Em 2015, o ranking mundial de educação, divulgado pela Organização para a Cooperação e Desenvolvimento Econômico (OCDE), apontou o Brasil na 60ª posição mundial em educação, entre 76 países pesquisados. Esta posição coloca o país em um patamar próximo ao das nações africanas.

### Pronatec
Ainda em 2011, o governo federal criou o Programa Nacional de Acesso ao Ensino Técnico e Emprego (Pronatec), a fim de oferecer cursos gratuitos de qualificação profissional. Com investimentos previstos de R$ 24 bilhões até 2014, o programa tem como objetivos expandir, interiorizar e democratizar a oferta de cursos de educação profissional e tecnológica para alunos brasileiros.

### Mais Educação
O programa Mais Educação visava estimular o ensino em período integral, com prioridade nas regiões mais pobres. Aloizio Mercadante (Ministro da Educação de janeiro de 2012 a fevereiro de 2014) disse que os problemas maiores estão no ensino médio, mas "nos últimos 15 anos trouxemos cerca de 5 milhões de estudantes a mais. A inclusão é fantástica". [...] "O país se conscientizou de que a educação é algo estratégico".

### Vale Cultura
Na cultura, foi focada com especial interesse, a classe trabalhadora. O Vale Cultura, segundo o Ministério da Cultura, tinha potencial para alcançar 42 milhões de trabalhadores. Até o início de abril de 2014, 500 mil foram contemplados. O programa pagava 50 reais mensais para o funcionário de empresa devidamente cadastrado que tinha seus direitos regidos pela Consolidação das Leis do Trabalho (CLT) e ganhava até cinco salários mínimos. O recurso podia ser usado, por exemplo, para ir a shows e museus e para aquisição de CDs, livros e revistas.

### Esportes

#### Copa do Mundo de 2014

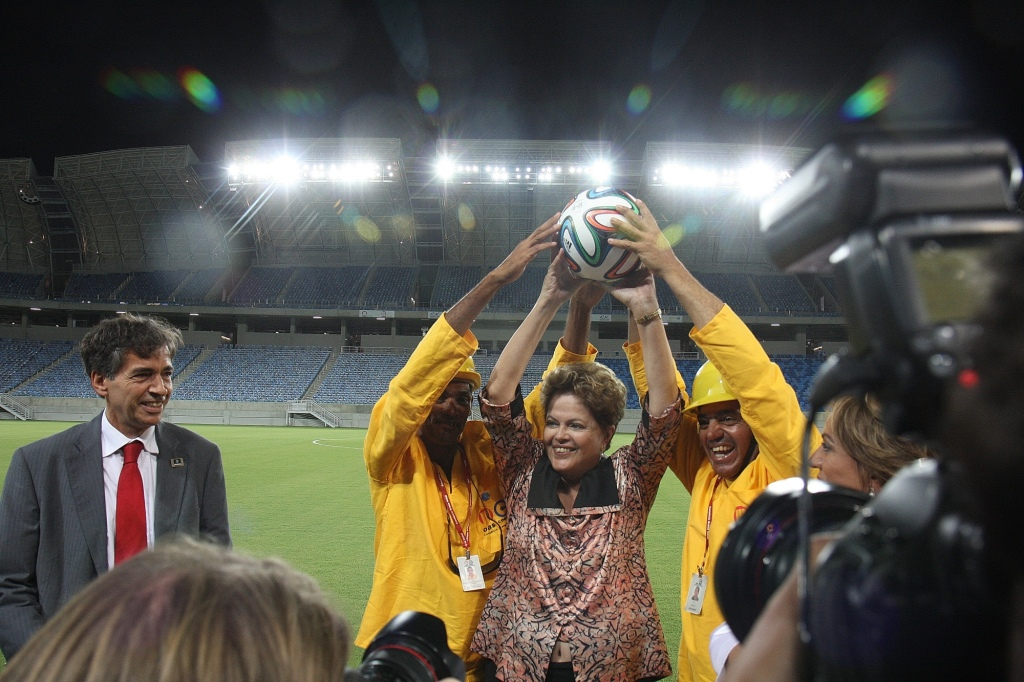
Dilma inaugura a Arena das Dunas, em Natal, em janeiro de 2014, como parte da preparação do país para a Copa do Mundo FIFA de 2014.

Antes da Copa do Mundo de 2014, houve diversas manifestações realizadas nas ruas contra o evento e inúmeras críticas à realização do evento no Brasil. Houve o temor de que um verdadeiro caos fosse verificado durante a organização da competição. Porém, o evento teve sucesso, se desenvolvendo sem maiores sobressaltos, apesar de terem ocorrido vários protestos durante o evento.
Pesquisa do Datafolha detectou que 83% dos estrangeiros que vieram ao Brasil avaliaram como ótima ou boa a organização do Mundial. Já as opiniões sobre a mobilidade urbana e o sistema de comunicação do país ficaram divididas. Para a maioria (60%), a segurança pública do Brasil (reforçada durante o evento) foi melhor do que o esperado, e para 34%, ficou dentro do que esperavam. A organização da Copa foi melhor do que o esperado para 51%, e dentro do que era esperado para 39% dos entrevistados. Já, a mobilidade urbana foi melhor do que o esperado para 46%, e dentro do esperado para 40%. O sistema de comunicação (incluindo telefonia e acesso à internet) foi o item pesquisado com avaliações mais divididas. Para 24%, o sistema de comunicação superou as expectativas, para 24% foi pior que as expectativas, e para 31% foi dentro do esperado.
Se, antes do pontapé inicial, as pesquisas apontavam que menos da metade dos entrevistados apoiava o torneio, às vésperas das semifinais da competição, esse quadro se reverteu, com a maioria dos pesquisados aprovando a realização do evento.

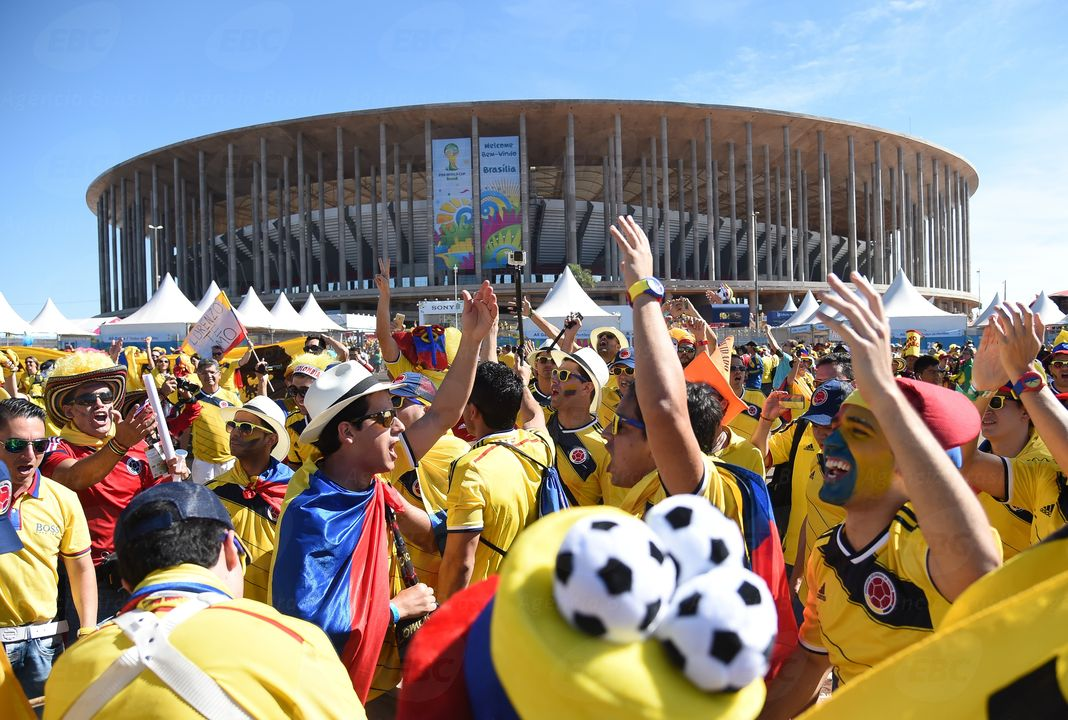
Torcida colombiana faz festa com Estádio Mané Garrincha, em Brasília, ao fundo

Antes da Copa, houve casos, por exemplo, de revistas brasileiras, como a semanal Veja, que cogitou, ainda em 2011, que as obras da Copa ficariam prontas apenas em 2038. A poucos dias da Copa, o polêmico cineasta, jornalista e colunista de vários veículos de comunicação Arnaldo Jabor afirmou que a competição revelaria ao mundo a "incompetência" brasileira.

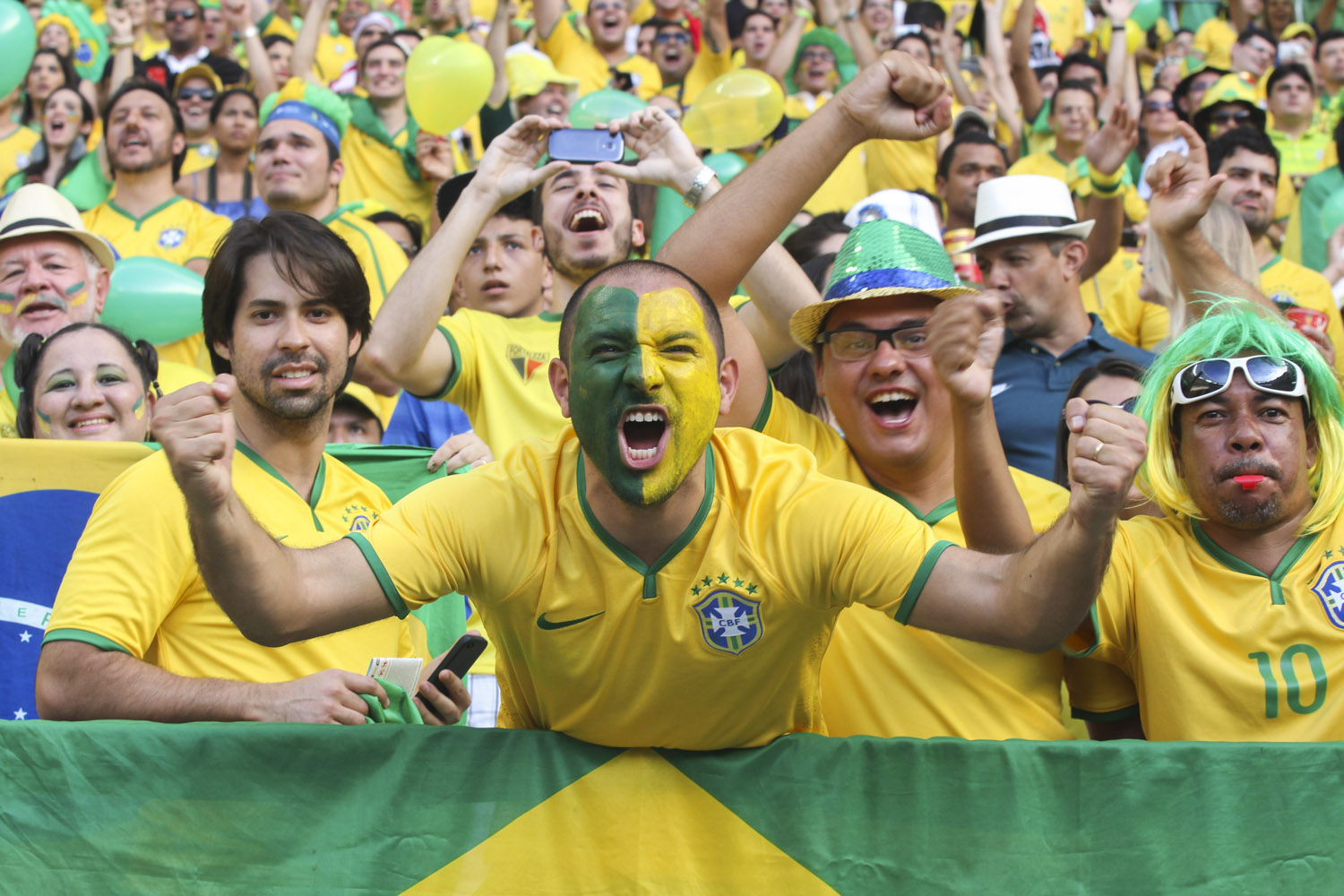
Torcida Brasileira durante jogo contra a Colômbia no Estádio do Mineirão

Em veículos internacionais, a conceituada revista alemã Der Spiegel estampou, um mês antes da competição, que a Copa poderia ser um fiasco, por causa dos protestos, da violência nas ruas, dos problemas do transporte coletivo, dos aeroportos e dos estádios. O que se viu, no entanto, foi uma quantidade de manifestações abaixo do nível esperado, assim como casos isolados de transtornos dos turistas e torcedores pelo Brasil.
Após o início da Copa, veículos de imprensa passaram a elogiar a competição e jornalistas internacionais chegaram a cogitar que a Copa de 2014 era a maior já vista, tanto pelo futebol praticado dentro de campo como pela cordialidade e pelo clima festivo e de tranquilidade observados no Brasil.
De acordo com um balanço feito pelo Ministério do Turismo, a Copa do Mundo de 2014 atraiu para o Brasil mais de um milhão de turistas estrangeiros, de 203 nacionalidades diferentes, sendo que 61% deles nunca havia estado no país. De acordo com a pesquisa, feita pelo ministério com mais de 6,6 mil turistas, 92,3% afirmaram que vieram ao país em função do evento e 95% declararam a intenção de voltar ao país. O tempo médio de permanência dos turistas internacionais no Brasil foi de 13 dias, passando por 378 cidades pelo país. O número de cidadãos brasileiros que circularam ao redor do país durante o mundial foi de mais de 3 milhões, sendo que o estado de São Paulo foi o principal emissor de turistas nacionais (858 825), seguido por Rio de Janeiro (260 527) e Minas Gerais (220 021). Uma pesquisa feita pela Fundação Instituto de Pesquisas Econômicas (FIPE) estimou que sediar a Copa de 2014 tenha injetado cerca de 30 bilhões de reais na economia brasileira, ou 0,7% do produto interno bruto (PIB) do país em 2013.

### Minorias

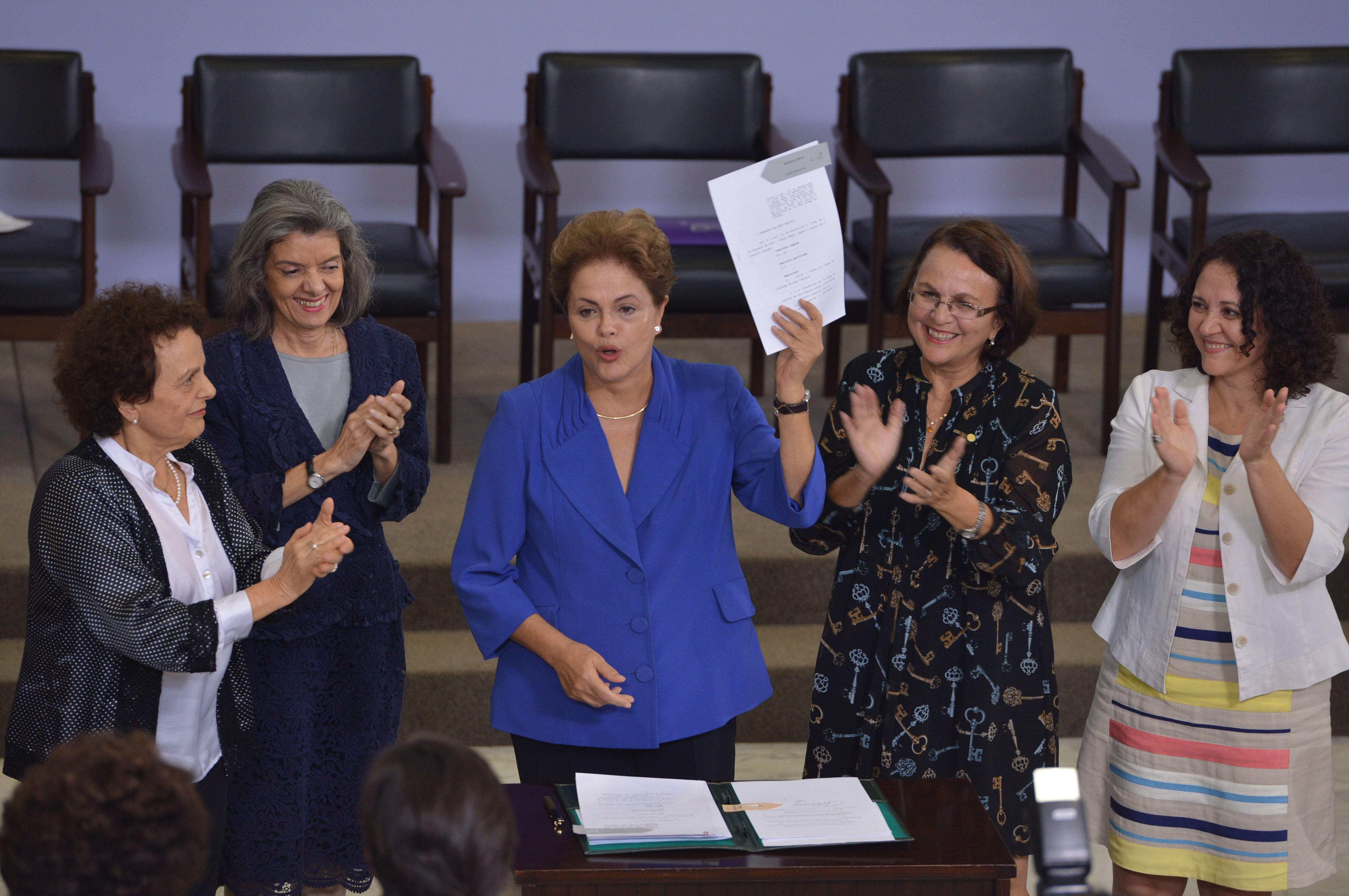
Em solenidade no Palácio do Planalto, a ex-presidente Dilma Rousseff sanciona a Lei do Feminicídio

Foi publicada em 9 de março de 2015 a Lei n° 13.104, que incluiu a qualificadora do feminicídio no Código Penal Brasileiro, inciso VI, § 2º, do Art. 121, que se configura quando cometido "contra a mulher por razões da condição de sexo feminino". O §2º-A, do art. 121, do referido código, define que há razões de condição de sexo feminino quando o crime envolve: I - violência doméstica e familiar (o art. 5º da Lei nº 11.340/06 enumera o que é considerado pela lei violência doméstica) ou II - menosprezo ou discriminação à condição de mulher.

### Desenvolvimento humano e saúde

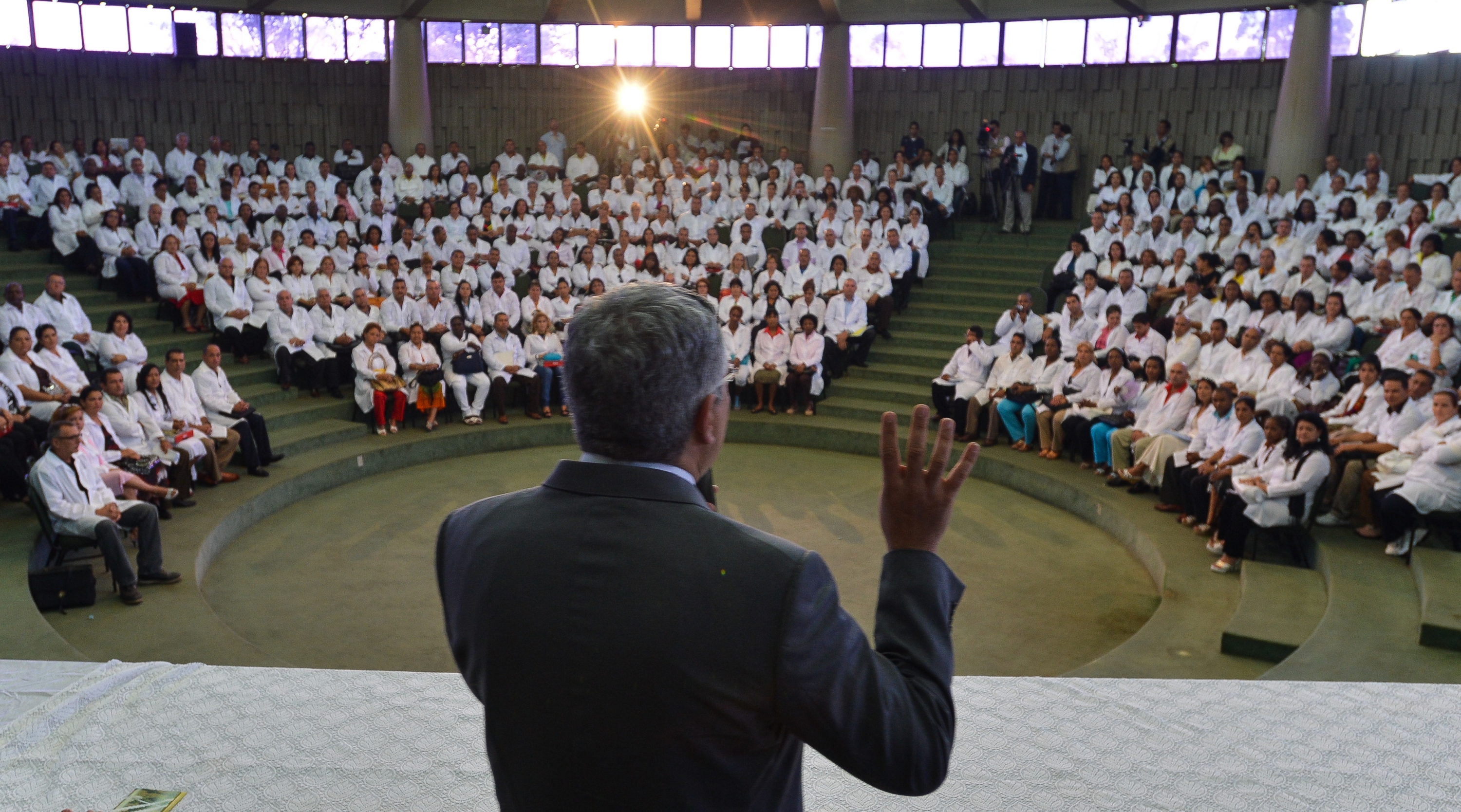
O então ministro da Saúde, Alexandre Padilha, participa da aula inaugural de avaliação dos profissionais cubanos para a segunda etapa do programa Mais Médicos.

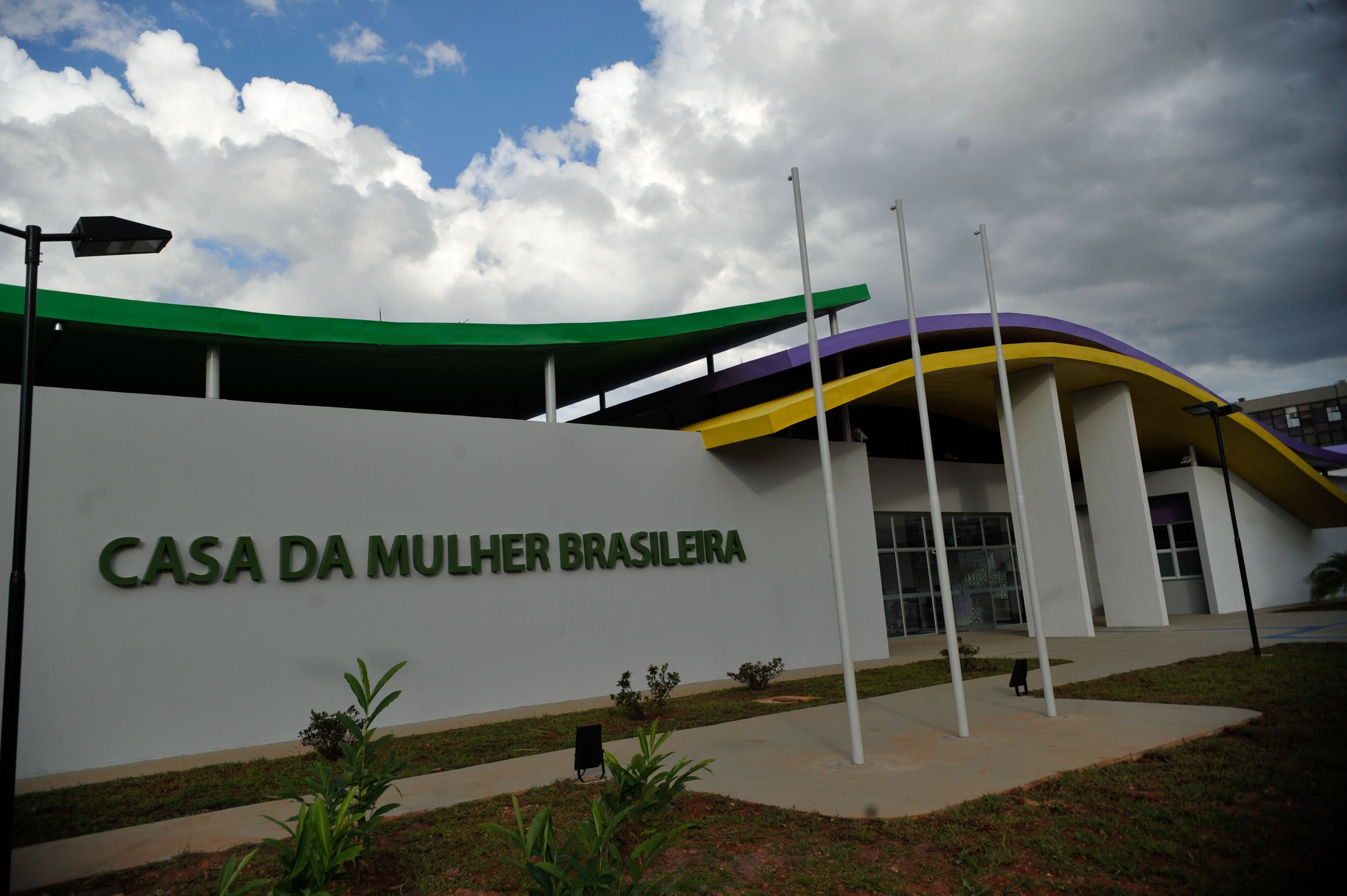
Casa da Mulher Brasileira, um programa do governo Dilma de apoio as mulheres em condições de vulnerabilidade e violência.

No levantamento referente a 2010, último ano do Governo Lula, o Brasil estava na 73ª posição entre 169 países no ranking do IDH (Índice de Desenvolvimento Humano). Nos primeiros dois anos do Governo Dilma, o país caiu sete posições no ranking, ficando na 80ª posição em 2012 e subindo uma posição em 2013. A 79ª posição, entretanto, ainda refletia um índice abaixo da média da América Latina em educação e expectativa de vida. A média de estudo na América Latina era de 7,9 anos; no Brasil, 7,2 anos. O número foi o mesmo desde 2010. A expectativa de vida do brasileiro estava em 73,9 anos em 2013, abaixo da média latino-americana, de 74,9 anos. O estudo das Nações Unidas calcula o Índice de Desenvolvimento Humano dos países com base em indicadores de educação, saúde e renda.
Em julho de 2013, o Governo Dilma lançou o programa Mais Médicos, criado para suprir a carência de médicos nos municípios do interior e nas periferias das grandes cidades do Brasil. O programa pretendia levar 15 mil médicos para as áreas onde faltavam profissionais. O formato da "importação" de médicos de outros países foi alvo de duras críticas de associações representativas da categoria, sociedade civil, estudantes da área da saúde e inclusive do Ministério Público do Trabalho. Tal qual em governos anteriores, na área da saúde, as críticas são muito frequentes.
Em relação ao programa Mais Médicos, Irene Abramovich, presidente da Associação dos Médicos do Hospital das Clínicas de São Paulo, disse: "Não falta médico, falta hospital e infraestrutura". Márcia Rosa, presidente do Conselho Regional de Medicina do Estado do Rio de Janeiro, disse que "As mudanças [propostas pelo governo] colocam em risco a saúde da população, especialmente de quem utiliza o SUS."
Apesar da crítica das entidades médicas, o programa Mais Médicos teve apoio da maior parte da população. segundo pesquisa do instituto MDA, encomendada pela Confederação Nacional do Transporte e realizada em setembro, 73,9% da população era a favor da vinda de médicos estrangeiros ao país. Segundo levantamento do Instituto de Ciência, Tecnologia e Qualidade (ICTQ), 61% dos porto-alegrenses apoiam o programa, sendo que a média de todas as 16 capitais pesquisadas era de 33%. Outra pesquisa, do Instituto Methodus, indicou que 59,3% dos gaúchos aprovavam o Mais Médicos.
Em agosto de 2013, pesquisa divulgada pela agência de notícias Bloomberg colocou o Brasil na última posição entre os sistemas de saúde do mundo inteiro. O levantamento considerou apenas as nações com populações maiores que 5 milhões, com o PIB per capita superior a U$ 5.000 e expectativa de vida maior que 70 anos. 48 países foram classificados em critérios de expectativa de vida e custo per capita dos tratamentos de saúde. O Brasil ficou na última posição da lista atrás de países como Romênia, Peru e República Dominicana. O relatório foi feito com base em dados oficiais do Banco Mundial, FMI (Fundo Monetário Internacional) e a OMS (Organização Mundial de Saúde).

## Política externa

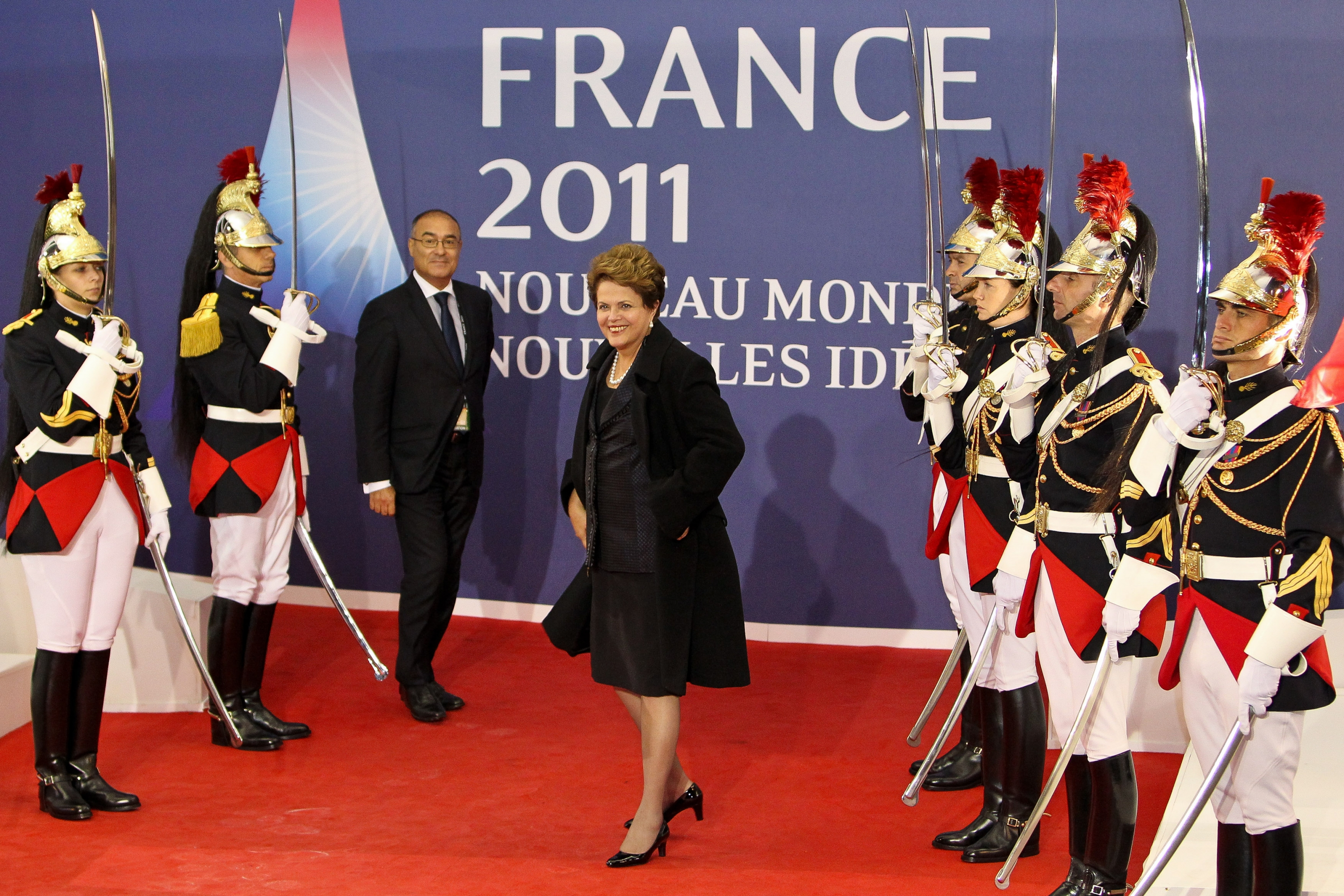
Dilma chega a Cannes para a VI Cúpula do G20, novembro de 2011.

O Governo Dilma começou a gestão da política externa com algumas mudanças de posição em relação ao governo anterior. Uma delas foi relacionada às questões dos direitos humanos do Irã, já que no governo anterior o representante do país na ONU se abstinha de votar a favor de sanções. Dilma deixou claro que estaria disposta a mudar o padrão de votação do Brasil em resoluções que tratassem das violações aos direitos humanos no país do Oriente Médio.
Em seu primeiro ano, aproximou-se mais da Argentina, buscando maior integração comercial e incentivando a integração produtiva, pela transferência de unidades produtivas de grandes empresas brasileiras para o país vizinho.

### Reconhecimento internacional

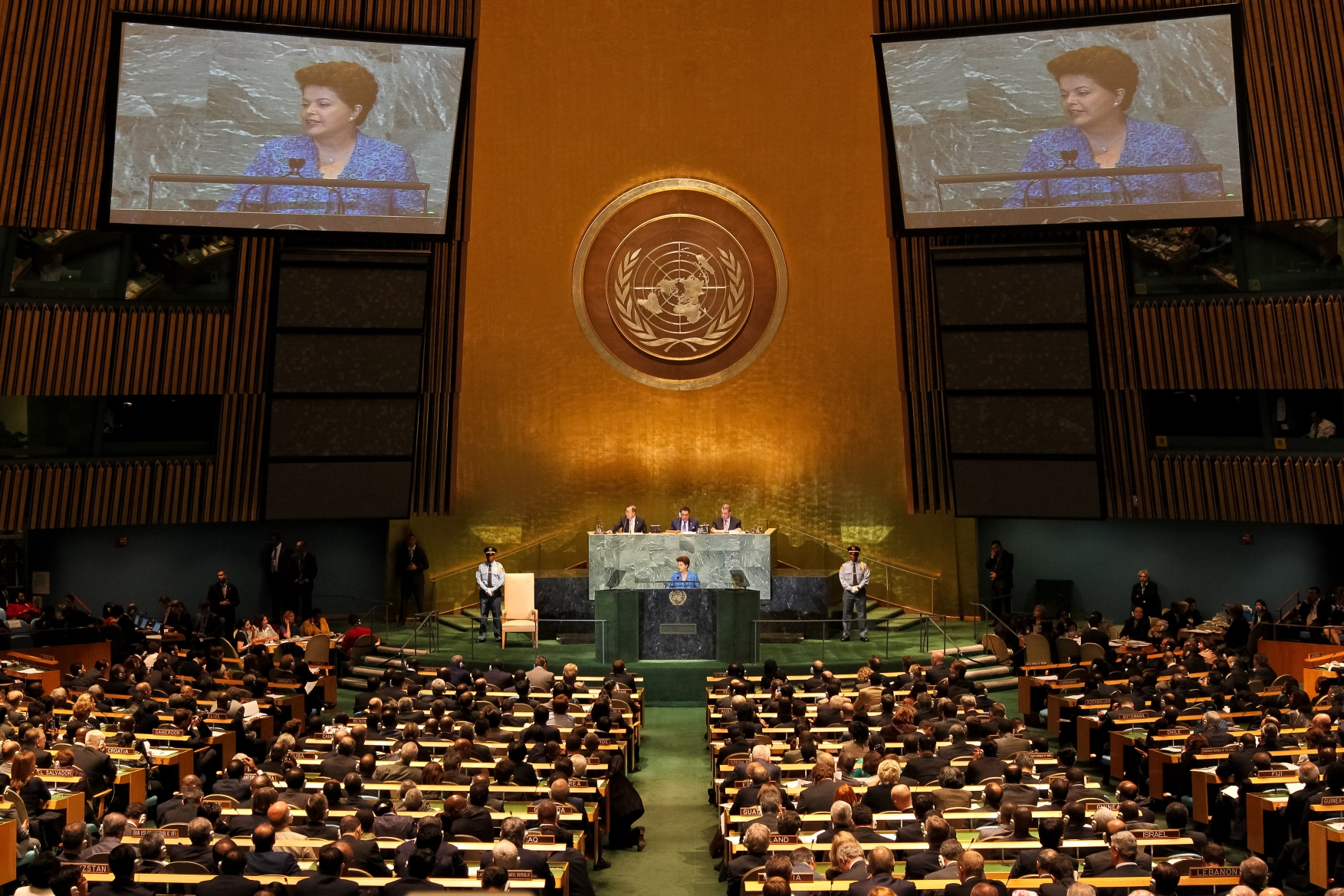
Rousseff apresentando seu discurso de abertura na 66ª Assembleia Geral das Nações Unidas em 21 de setembro de 2011.

Em 2009, foi incluída entre os 100 brasileiros mais influentes do ano, pela revista Época e, em novembro do ano seguinte, a revista Forbes classificou-a como a 16.ª pessoa mais poderosa do mundo. Em 2011, estava incluída na lista das 100 personalidades mais influentes do mundo pela revista Time, como a terceira mulher mais poderosa do mundo e 22.ª pessoa mais poderosa do mundo pela Forbes.

Em 20 de setembro de 2011, Rousseff recebeu o prêmio Woodrow Wilson Public Service, no Hotel Pierre em Nova Iorque, Estados Unidos, uma distinção que também foi dada ao seu antecessor, em 2009. No dia seguinte, ela se tornou a primeira mulher a abrir uma sessão da Assembleia Geral das Nações Unidas. Rousseff também foi destaque na capa da revista Newsweek em 26 de setembro de 2011. Durante a sua visita de Estado à Bulgária, em 5 de outubro de 2011, Dilma foi premiada com a maior honraria do governo búlgaro, a Ordem de Stara Planina. No final de 2013, o jornal espanhol El País a classificou como uma das 11 personalidades ibero-americanas "que deixaram sua marca no ano".

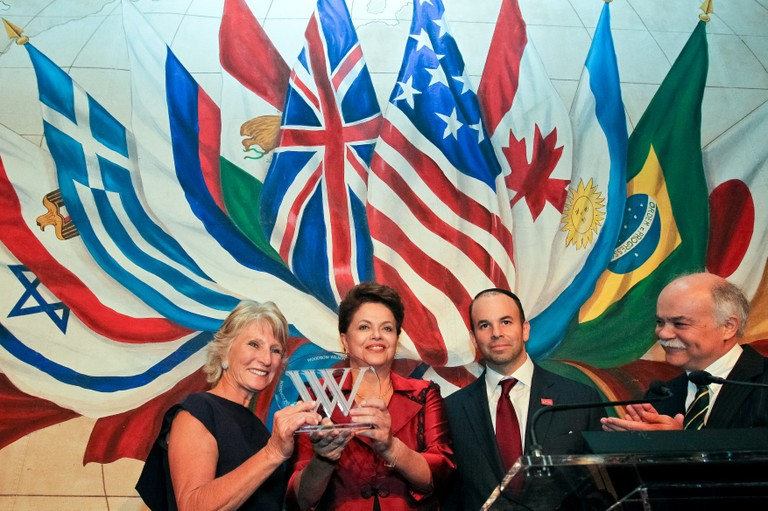
Rousseff ao receber o Woodrow Wilson Awards em Nova Iorque em 21 de setembro de 2011.

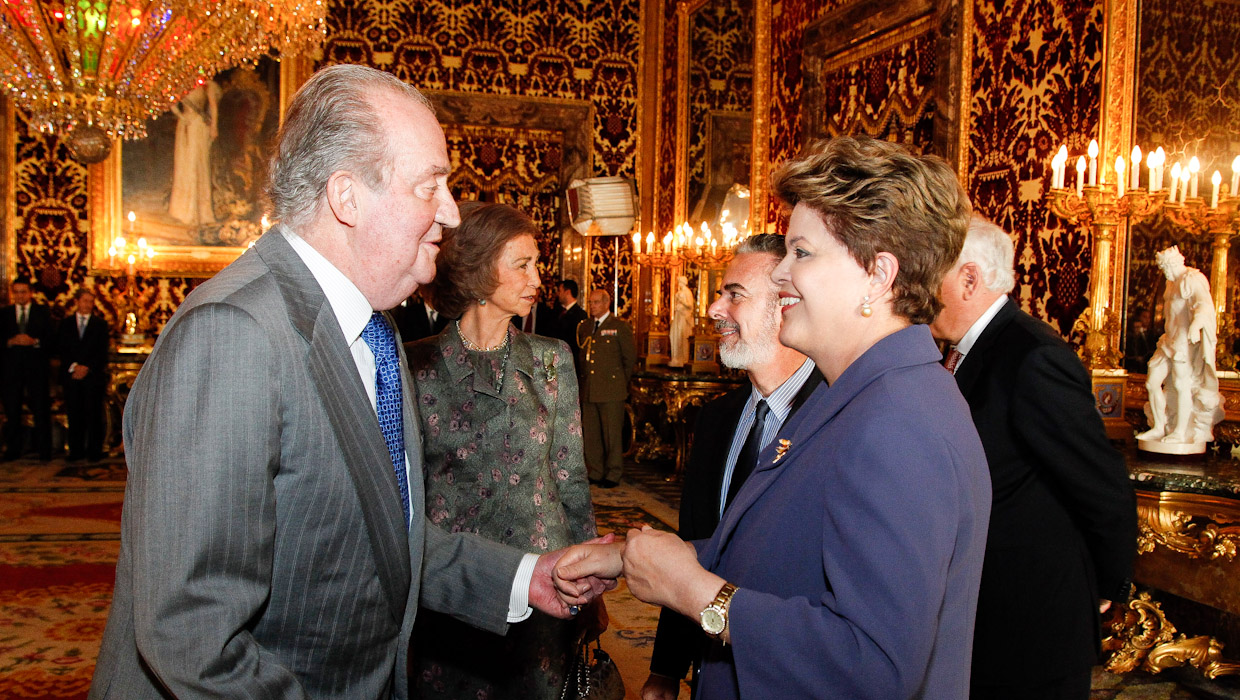
A presidenta Dilma Rousseff durante encontro com suas majestades o rei Juan Carlos I e a rainha Sofia da Espanha, no Palácio Real

O jornalista Glenn Greenwald, que ajudou Edward Snowden a divulgar a espionagem que a Agência de Segurança Nacional (NSA), dos Estados Unidos, realiza ao redor do mundo, disse que o governo brasileiro teve muito mais coragem que a maioria dos outros países ao criticar a posição do governo norte-americano. Greenwald afirmou: "Aqui [no Brasil] os políticos e a presidente Dilma Rousseff reagiram de forma muito mais veemente e agressiva [aos casos de espionagem]. Rousseff reprovou o comportamento dos EUA, recusando o convite para a primeira visita de Estado aos EUA, desde várias décadas. Ela criticou o comportamento dos EUA perante as Nações Unidas, enquanto o presidente Obama esperava fora do plenário, no corredor. A meu ver, nenhum dos chefes de Estado e governo europeus mostrou tanta coragem."
Em seu livro de memórias intitulado Hard Choices, Hillary Clinton, a ex-Secretária de Estado dos Estados Unidos, afirmou que "admira e gosta" de Rousseff e a classificou como uma "líder formidável". "Ela pode não ter a graciosa ousadia de Lula ou a experiência técnica de Cardoso, mas tem um intelecto forte e muita garra", afirma. Clinton ainda aponta a atuação da presidente durante os protestos sociais de 2013 como um exemplo de ação democrática: "Em vez de desprezar ou bater e prender manifestantes, como fizeram muitos outros países, incluindo a Venezuela, Dilma se juntou a eles, reconheceu as suas preocupações e pediu que trabalhassem com o governo para resolver os problemas".

## Popularidade

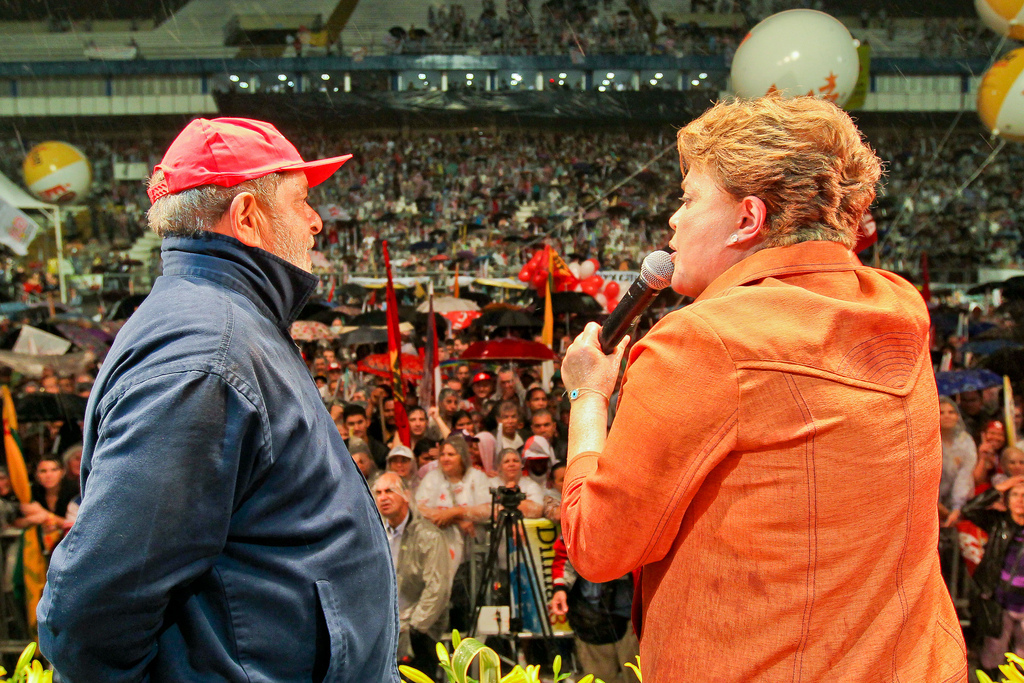
Dilma durante evento de seu partido, o PT.

Nos primeiros três meses no poder, o Governo Dilma Rousseff recebeu aprovação de 47% da população brasileira com o conceito de "ótimo" ou "bom", conforme pesquisa divulgada pelo instituto Datafolha em março de 2011, que também registrou 7% das pessoas considerando a gestão Dilma como "ruim" ou "péssima" e outros 34% com a classificação de "regular". O resultado positivo igualou tecnicamente (segundo a margem de erro de 2 pontos porcentuais) a marca recorde para um início de governo, de 48%, obtida pela gestão de Luiz Inácio Lula da Silva nos primeiros três meses de 2007, referentes ao segundo mandato do ex-presidente. Também superou em popularidade todos os antecessores de Lula, quando se considera esta fase inicial do mandato, de acordo com a série histórica iniciada pelo Datafolha em 1990.
No levantamento, a população entrevistada respondeu que as áreas de melhor desempenho do Governo Dilma nos primeiros três meses foram a Educação e o combate à fome e à miséria. Quanto às áreas de pior desempenho, os entrevistados citaram a Saúde e a parte ligada à violência e à segurança.
Em abril de 2012, o governo Dilma atingiu 64% de aprovação da população do País com o conceito de "ótimo" ou "bom", segundo pesquisa divulgada pelo Datafolha, que também registrou 5% das pessoas considerando a gestão Dilma como "ruim" ou "péssima" e outros 29% com a classificação de "regular". A aprovação da gestão foi recorde por dois aspectos: a mais alta taxa conseguida por Dilma desde sua posse e a maior aprovação de um presidente, levando-se em conta o período pesquisado - de um ano e três meses de governo.
Depois que o escândalo da Petrobras veio à tona, e com a piora da economia brasileira, a popularidade de Dilma despencou e atingiu a pior marca da história de seu governo: de 42% (avaliação boa/ótima) em dezembro de 2014, caiu para 23% em fevereiro de 2015, segundo o instituto de pesquisas Datafolha. A avaliação ruim/péssima subiu de 24% para 44% no mesmo período. À época dos protestos de junho de 2013, a popularidade de Dilma era de 30%. Foi a pior avaliação de um presidente desde dezembro de 1999. Segundo o jornal Folha de S.Paulo, “o país assiste à mais rápida e profunda deterioração política desde o governo Fernando Collor de Mello.” De acordo com o Datafolha, Dilma também obteve a primeira "nota vermelha" de sua gestão, uma média de 4,8. Para 47% dos entrevistados, a presidente era desonesta. Outros 54% falam que ela era falsa e 50%, indecisa. Para 60% dos eleitores, Dilma mentiu na campanha eleitoral de 2014.
Em 18 de março de 2015, o Datafolha divulgou uma nova pesquisa mostrando que o índice de aprovação do governo caiu para 13%, sendo o pior índice desde o início de seu primeiro mandato, em janeiro de 2011. Cerca de 62% dos entrevistados avaliaram o governo da petista como ruim ou péssimo. Ainda de acordo com o instituto esta é a mais alta taxa de reprovação de um presidente da República desde setembro de 1992, véspera do impeachment do então presidente Fernando Collor de Mello, que na época obteve 68% de reprovação. Em abril de 2015, nova pesquisa do Ibope mostrou mais uma queda no índice, com 12% considerando o governo Dilma Rousseff "ótimo ou bom", e 64% considerando-o "ruim ou péssimo". Em setembro de 2015, outra pesquisa do Ibope mostrou nova queda, com 10% considerando o governo Dilma Rousseff "ótimo ou bom", e 69% considerando-o "ruim ou péssimo".
No início de fevereiro de 2016, uma pesquisa do instituto Ipsos revelou que o índice de ótimo ou bom do governo Dilma era de 5%, enquanto 79% o considerava ruim ou péssimo. De acordo com Cliff Young, presidente do Ipsos Public Affairs norte-americano, Dilma era uma das líderes internacionais mais impopulares: "No último ano do governo Bush, por exemplo, a aprovação dele era de 20%. Na Venezuela o presidente Maduro tha cerca de 15% de aprovação."

### Manifestações populares

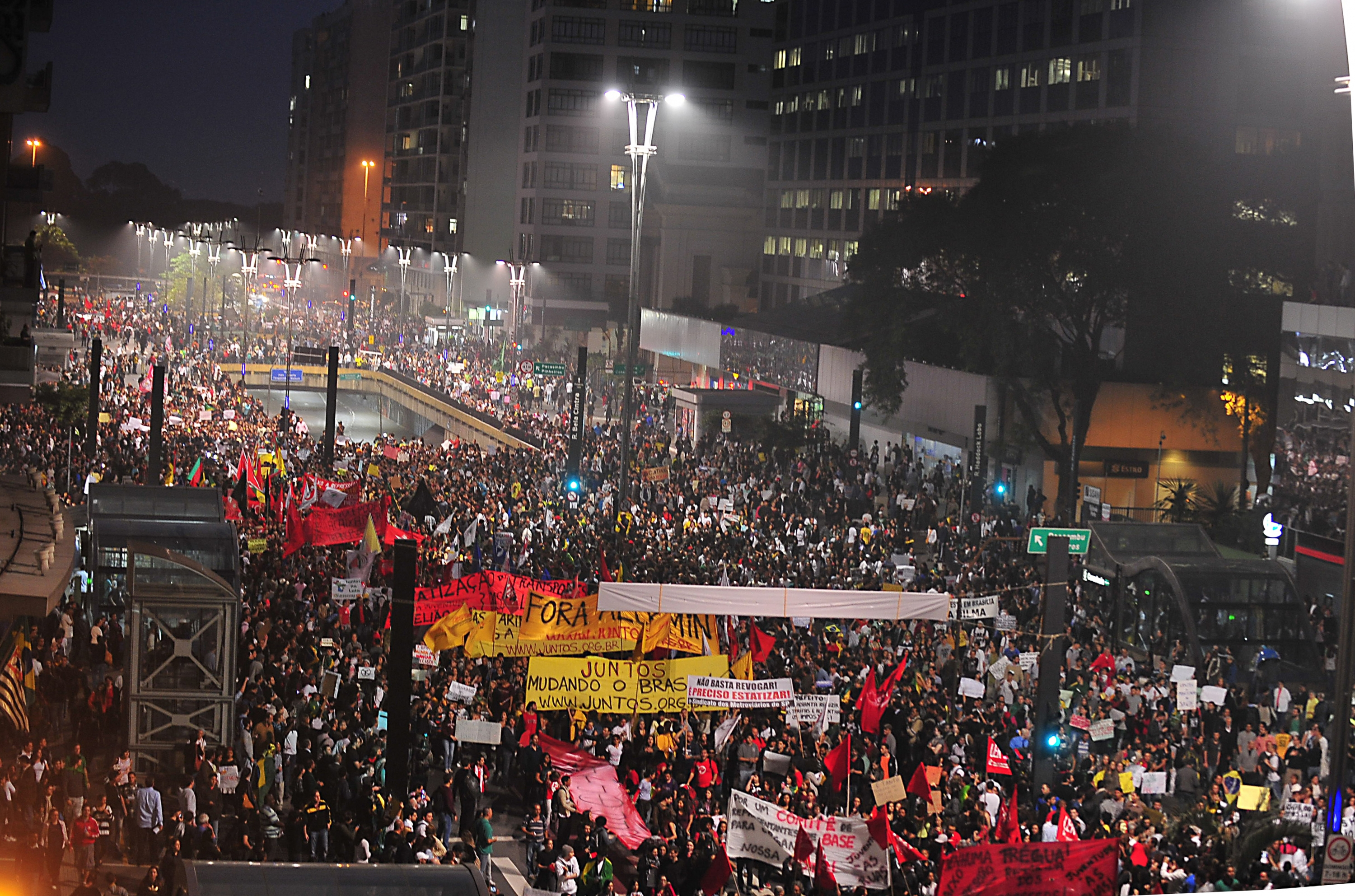
Manifestação do dia 20 de junho de 2013 na Avenida Paulista, em São Paulo.

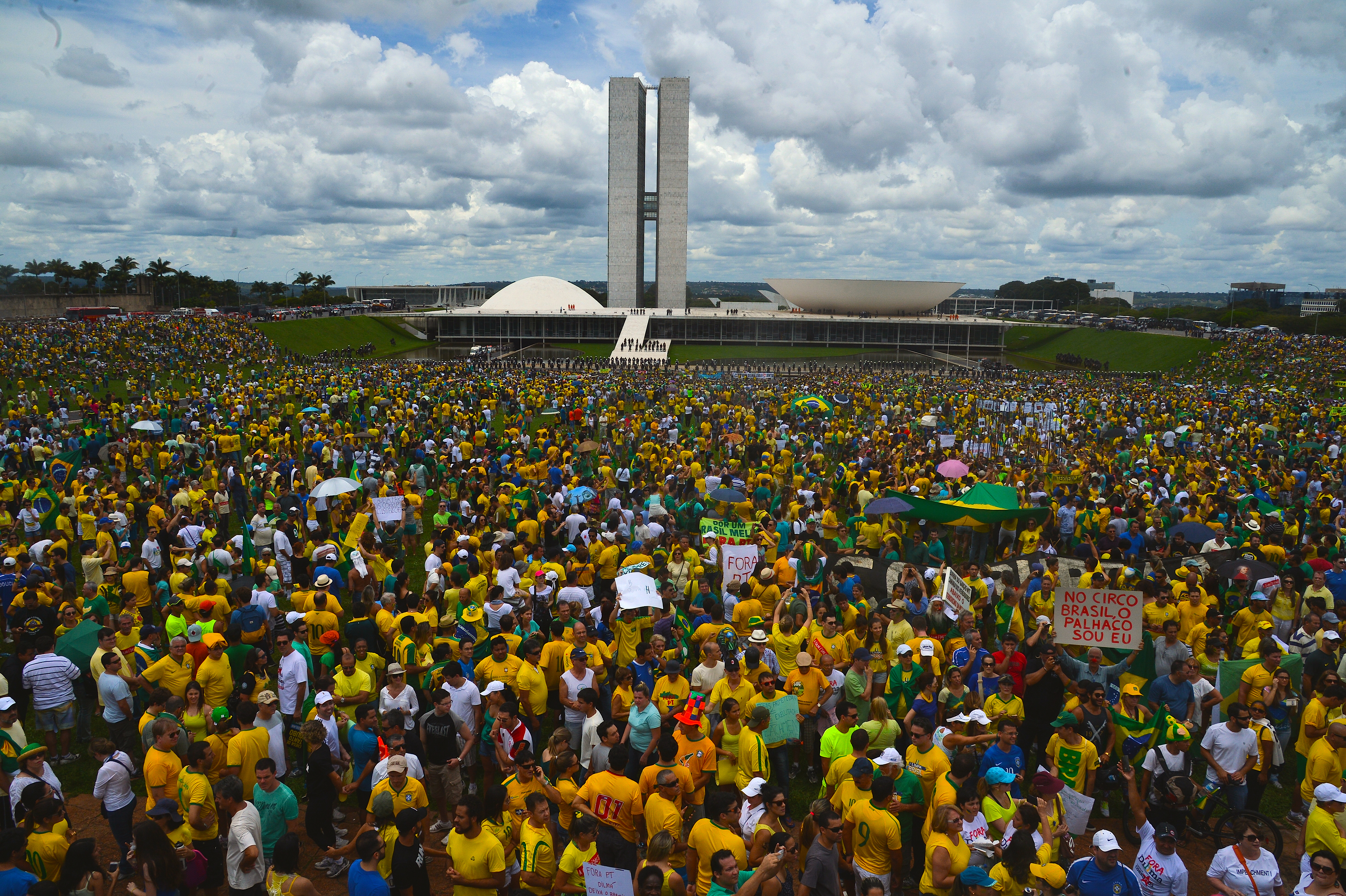
Protestos contra o governo Dilma Rousseff em março de 2015 em Brasília.

Desde junho de 2013, em meio à histórica onda de protestos da população que se espalharam por todo País sobre insatisfação relacionada aos Poderes Executivo e Legislativo, aliada questões sobre condições de saúde, educação, segurança e a volta da inflação, geraram grande queda na popularidade da presidente da República, de governadores, prefeitos, deputados, da maioria dos partidos do País.
Em 21 de junho de 2013, um dia após a maior manifestação registrada nessa onda de protestos, Dilma cancelou uma viagem que faria ao Japão e convocou uma reunião de emergência com alguns ministros, além do vice-presidente, e o presidente da câmara dos deputados. No mesmo dia, foi gravado um pronunciamento presidencial, que foi transmitido na mesma noite. Neste pronunciamento, Dilma anunciou a criação de cinco pactos e uma proposta de plebiscito.
O movimento reuniu milhões de pessoas nos dias 15 de março, 12 de abril, 16 de agosto e 13 de dezembro de 2015, e, segundo algumas estimativas, foram as maior mobilizações populares no país desde o início da Nova República.
Em junho de 2013, após a sistemática onda de manifestações e movimentos sociais, a popularidade de Dilma, em sintonia com a de outros governantes brasileiros, caiu consideravelmente. A avaliação positiva do governo da presidente caiu 27 pontos em três semanas, para 30% no conceito "ótimo" ou "bom". Foi a maior redução de aprovação de um presidente entre uma pesquisa e outra desde o plano econômico do então presidente Fernando Collor de Mello, em 1990, quando a poupança dos brasileiros foi confiscada. Entre março e junho de 2014, a popularidade do governo Dilma Rousseff caiu de 36% para 31%. Na pesquisa realizada em conjunto pela CNI e IBOPE e divulgada em 19 de junho de 2014, 33% dos entrevistados consideravam o governo ruim ou péssimo.
Em março de 2015, novos protestos contra o governo Dilma Rousseff ocorreram em diversas regiões do Brasil, tendo como principais objetivos protestar contra o governo e defender a Operação Lava Jato.

## Controvérsias
Os críticos do governo Lula viam o Governo Dilma como a perpetuação de problemas que mostravam sinais desde a década anterior, mas para alguns outros a meta de manter em alta o crescimento era uma justificativa para a continuidade de um modelo que consideravam de sucesso. Muitos louvaram a ênfase nos aspectos técnicos e o pragmatismo de sua administração.

### Política ambiental

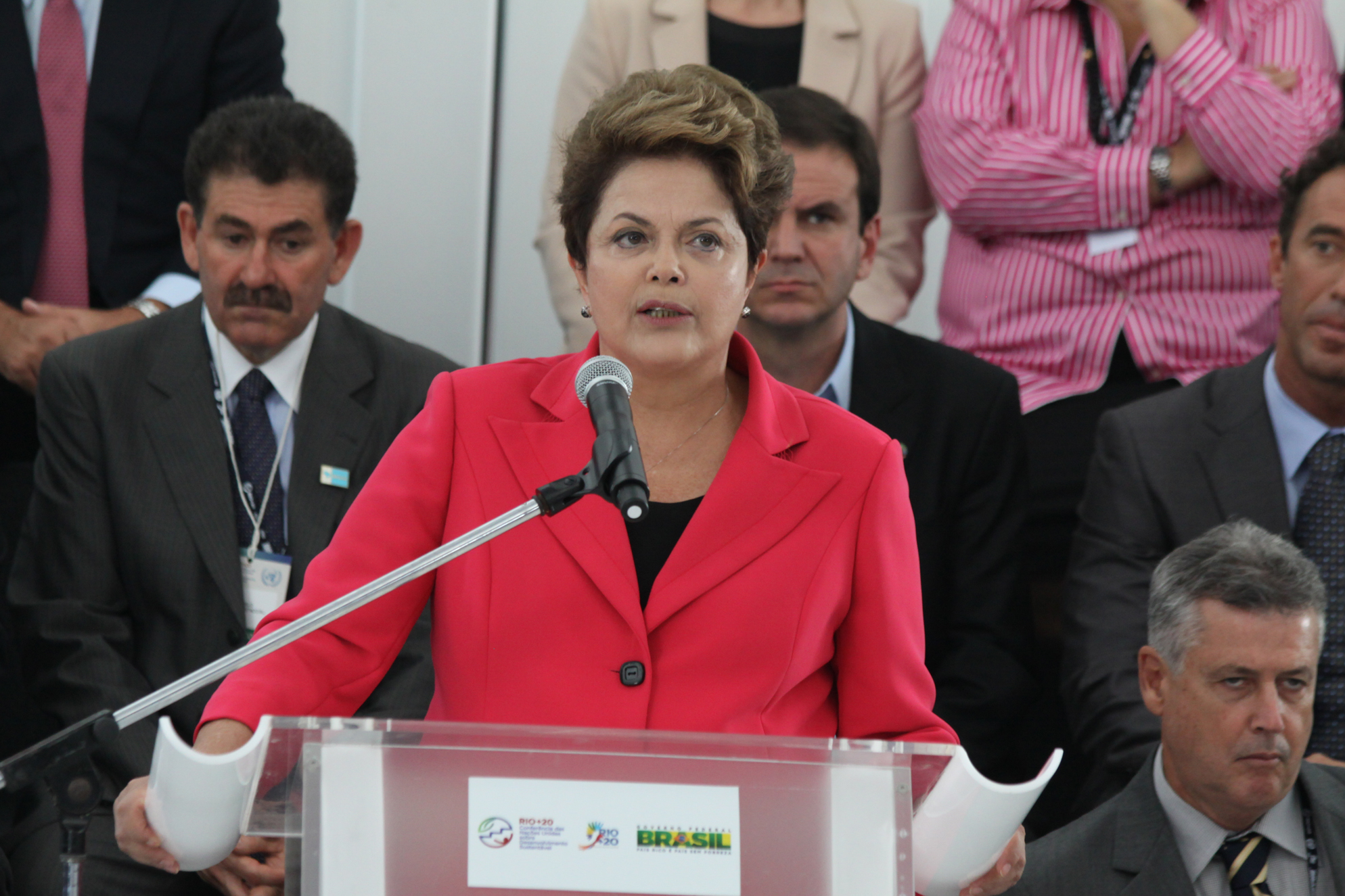
Inauguração do Pavilhão Brasil na Rio+20, a Conferência das Nações Unidas sobre Desenvolvimento Sustentável, com a presidente Dilma Rousseff.

Os problemas indígenas estão intimamente ligados à controversa política ambiental do governo, que da mesma forma tinha recebido a condenação virtualmente unânime dos ambientalistas, aos quais se junta expressiva parcela da população brasileira. A controvérsia chegou a um ponto explosivo por ocasião da aprovação do Novo Código Florestal Brasileiro, considerado pelos ambientalistas um grande retrocesso. Uma pesquisa de opinião realizada pela Datafolha revelou que 79% da população era contrária à anistia aos desmatadores que consta no novo texto, mas ele foi aprovado no Congresso pela força da Frente Parlamentar Agropecuária. Os vetos presidenciais ao texto foram considerados tímidos e insuficientes para reverter os prejuízos. Como reflexo imediato da aprovação, a taxa de desmatamento no Brasil aumentou dramaticamente em 2013, revertendo a tendência de queda dos anos anteriores, que fazia o Brasil ser considerado, apesar dos inúmeros problemas, um modelo em gestão florestal, e que era uma das maiores bandeiras do governo na questão ambiental. De acordo com o Imazon, o desmatamento na Amazônia Legal em junho de 2013 representou um aumento de 437% em relação ao mesmo período do ano passado. As áreas degradadas, por sua vez, se expandiram mais de 1.000%. O governo tinha sido acusado de fazer de toda a questão ambiental uma simples jogada política, atendendo algumas necessidades mas por outro lado favorecendo interesses econômicos abusivos, quando não criminosos, que provocam danos não compensados pelos ganhos, sendo considerado por inúmeros ambientalistas como a pior administração das últimas décadas na abordagem dos problemas socioambientais.

### Questões indígenas e agrárias
Os povos indígenas do Brasil têm acusado o governo de ignorar suas demandas urgentes, favorecendo prioritariamente o agronegócio, empreiteiras e outros setores produtivos, que exploram suas terras sem seu consentimento prévio livre e informado, sem dar-lhes as compensações necessárias, passando por cima de direitos garantidos pela Constituição, sujeitando-os a inúmeras violências e abusos, suscitando conflitos que acabam em mortes e sofrimento, e deixando-os numa situação que se compara àquela que os povos sofreram nas mãos dos colonizadores europeus, e que dá continuidade ao genocídio histórico que eles vêm sofrendo desde então. A procuradora regional da República em São Paulo, Maria Luiza Grabner, disse que o governo
[...] Não tem cumprido a convenção da OIT [...] Muitas vezes, o que vemos são arremedos de consulta ou oitivas, quando o processo político já aconteceu e a tomada de decisões já ocorreu [...] Essa é uma das maiores queixas dos povos indígenas. Os empreendimentos estão acontecendo, os projetos de lei estão sendo aprovados, sem que exista uma real consulta.
Os agravos têm sido tantos e tão graves que o Conselho Indigenista Missionário (Cimi), uma das principais organizações que atuam em sua defesa, fez denúncia à ONU solicitando sua intervenção junto ao governo. Segundo o Cimi, em 2012 o índice de violência contra índios cresceu 237% em relação ao ano anterior, em crimes geralmente associados à questão das terras. Um dos conflitos que se tornaram mais notórios envolveu a construção da polêmica Usina de Belo Monte. As violações de direitos humanos foram denunciadas à OEA, mas o governo se recusou a comparecer ao questionamento.
A reivindicação por terras para viver e produzir é compartilhada com outro setor da sociedade, os "sem-terra", organizados no Movimento dos Sem-Terra (MST), que vinham acusando o governo de negligenciar essa população, o que tem gerado inúmeros conflitos violentos. O fracasso do governo foi apontado em uma carta entregue à presidente pelo MST em 13 de fevereiro de 2014:
| “ | O governo foi incapaz de resolver esse grave problema social e político. A média de famílias assentadas por desapropriações foi de apenas 13 mil por ano, a menor média após os governos da ditadura militar. É necessário assentar, imediatamente, todas as famílias acampadas. | ” |

### Relações com a imprensa
Dilma promoveu, em 2015, a maior queda no valor de gastos com propaganda federal da série histórica, iniciada no ano 2000. Os R$ 1,864 bilhão gastos pelas administrações direta e indireta em 2015 representaram uma queda de 24,1% em relação aos R$ 2,456 bilhões de 2014. A discriminação dos valores, por veículo, foi obtida pelo Universo Online, por meio da lei de acesso à informação, e estão corrigidos pelo IGP-M:
| Meio               | Veículo                                  | 2014 (R$)     | 2015 (R$)   | Variação |
| ------------------ | ---------------------------------------- | ------------- | ----------- | -------- |
| Televisão          | TV Globo                                 | 602 848 967\| | 396 501 178 | 34,2%    |
| Televisão          | Rede Record                              | 281 146 832\| | 242 987 384 | 13,6%    |
| Televisão          | SBT                                      | 172 760 771\| | 115 454 314 | 33,2%    |
| Televisão          | Bandeirantes                             | 127 621 569\| | 86 095 249  | 32,5%    |
| Televisão          | RedeTV!                                  | 40 296 180\|  | 34 377 419  | 14,7%    |
| Jornal impresso    | Folha de S.Paulo                         | 15 556 953\|  | 13 639 194  | 12,3%    |
| Jornal impresso    | O Globo                                  | 22 945 366\|  | 12 870 354  | 43,9%    |
| Jornal impresso    | O Estado de S. Paulo                     | 18 034 766\|  | 10 881 935  | 39,7%    |
| Jornal impresso    | Valor Econômico                          | 10 193 039\|  | 9 061 223   | 11,1%    |
| Jornal digital     | Folha de S.Paulo                         | 2 330 952\|   | 5 514 572   | 136,6%   |
| Jornal digital     | O Globo                                  | 2 609 032\|   | 3 796 621   | 45,5%    |
| Jornal digital     | O Estado de S. Paulo                     | 2 923 409\|   | 3 427 994   | 17,3%    |
| Jornal digital     | Valor Econômico                          | 307 882\|     | 1 100 427   | 257,4%   |
| Revista            | Veja                                     | 21 205 689\|  | 4 622 310   | 78,2%    |
| Revista            | Época                                    | 9 647 781\|   | 3 076 610   | 68,1%    |
| Revista            | IstoÉ                                    | 7 649 274\|   | 4 854 383   | 36,5%    |
| Revista            | CartaCapital                             | 3 347 865\|   | 1 631 611   | 51,3%    |
| Portal de internet | Universo Online (excl. Folha de S.Paulo) | 15 644 390\|  | 15 252 549  | 2,5%     |
| Portal de internet | Globo.com (incl. G1)                     | 14 398 722\|  | 13 959 535  | 3,1%     |
| Portal de internet | Yahoo! (incl. parceiros)                 | 9 119 781\|   | 7 752 669   | 15,0%    |
| Portal de internet | R7 (incl. parceiros)                     | 6 745 898\|   | 5 678 167   | 15,8%    |
| Portal de internet | Terra (incl. parceiros)                  | 9 958 764\|   | 5 353 044   | 46,2%    |
| Portal de internet | iG (incl. parceiros)                     | 8 063 288\|   | 6 253 448   | 22,4%    |
| Portal de internet | MSN (incl. Bing, Skype, Outlook e Xbox)  | 14 071 543\|  | 17 041 449  | 21,1%    |

### Acusações de corrupção
As críticas sobre uma conivência e acobertamento do governo Dilma nos casos de corrupção em altos escalões institucionais se multiplicaram, ainda que o governo alegasse que o combate à corrupção é uma prioridade. Ao criticar o Tribunal de Contas da União, que acusou superfaturamento em sete obras do PAC, a presidente pode, na opinião de Jorge Oliveira, escrevendo para o "Diário do Poder", favorecer a institucionalização da corrupção. Diz ele:
Ao tentar jogar a população contra o TCU, criticando o tribunal por condenar as obras superfaturadas do seu governo, Dilma corre o risco de institucionalizar a corrupção no Brasil. [...] Quer acelerar as obras do PAC, paralisadas em todos os cantos, por decreto ou bazófias. Quer ganhar no grito o que não conseguiu nos últimos três anos: administrar o país com competência. A um ano das eleições, Dilma percorre os estados anunciando projetos lunares e inaugurando obras de vereador. Promete bilhões e bilhões de reais para projetos que simplesmente não saem do papel, mas que são divulgados pela imprensa como factíveis a menos de um ano de acabar o governo."
O senador Pedro Simon, apontando vários escândalos recentes de desvios de verbas públicas milionárias, que não tiveram solução, disse:
"É a impunidade pétrea vigente nessa República. Ninguém vai para a cadeia e o dinheiro não é devolvido."
No final de 2013, o Brasil aparecia na 72ª posição (entre 177 países) no percepção de corrupção da ONG Transparência Internacional. A Dinamarca aparecia como menos corrupta, com 91 pontos, e a Somália como a mais corrupta, com 8 pontos. O Brasil obteve 42 pontos na pesquisa. "Há a sensação de uma prática de corrupção muito extensa", explica o pesquisador mexicano Alexandro Salas, diretor para as Américas da Transparência Internacional, que pediu ao Brasil que comece a aplicar sua "grande infraestrutura" legal contra a corrupção.

### Acusações contra ministros

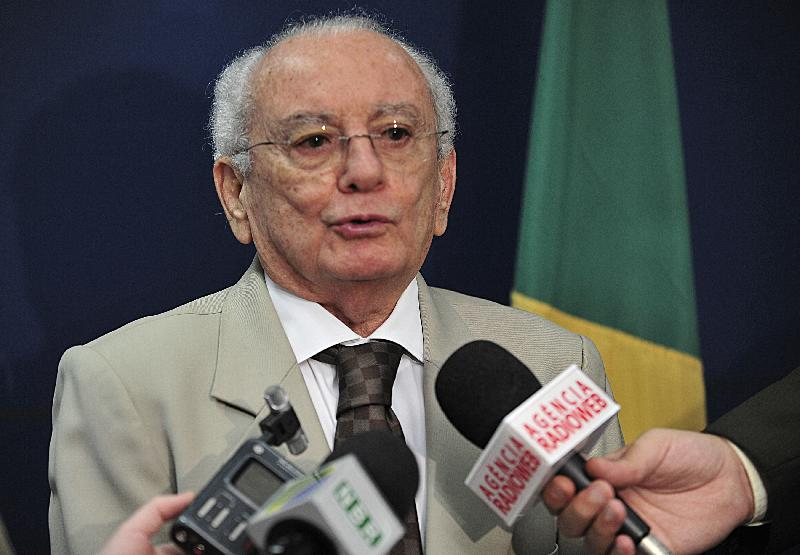
O ex-ministro do Turismo, Pedro Novais

Em 22 de dezembro de 2010, segundo publicação do jornal O Estado de S. Paulo, o recém-indicado para Ministério do Turismo, Pedro Novais, foi primeiro integrante do governo ser acusado, antes mesmo da posse. Ele foi acusado de usar dinheiro público para desprezas de Motel Caribe em São Luís do Maranhão, no valor de R$ 2.156,00 da verba indenizatória de junho do mesmo ano. Mesmo com acusação, Novais foi mantido no cargo após a posse de 1 de janeiro de 2011 e alguns dias depois, devolveu aos cofres públicos o dinheiro gasto. No entanto, no decorrer de 2011, foi denunciado pela imprensa por graves irregularidades quando era deputado federal pelo Maranhão. Sem nenhuma sustentação política e governamental, é demitido pela presidenta em 14 de setembro do mesmo ano e é substituído, por Gastão Vieira.

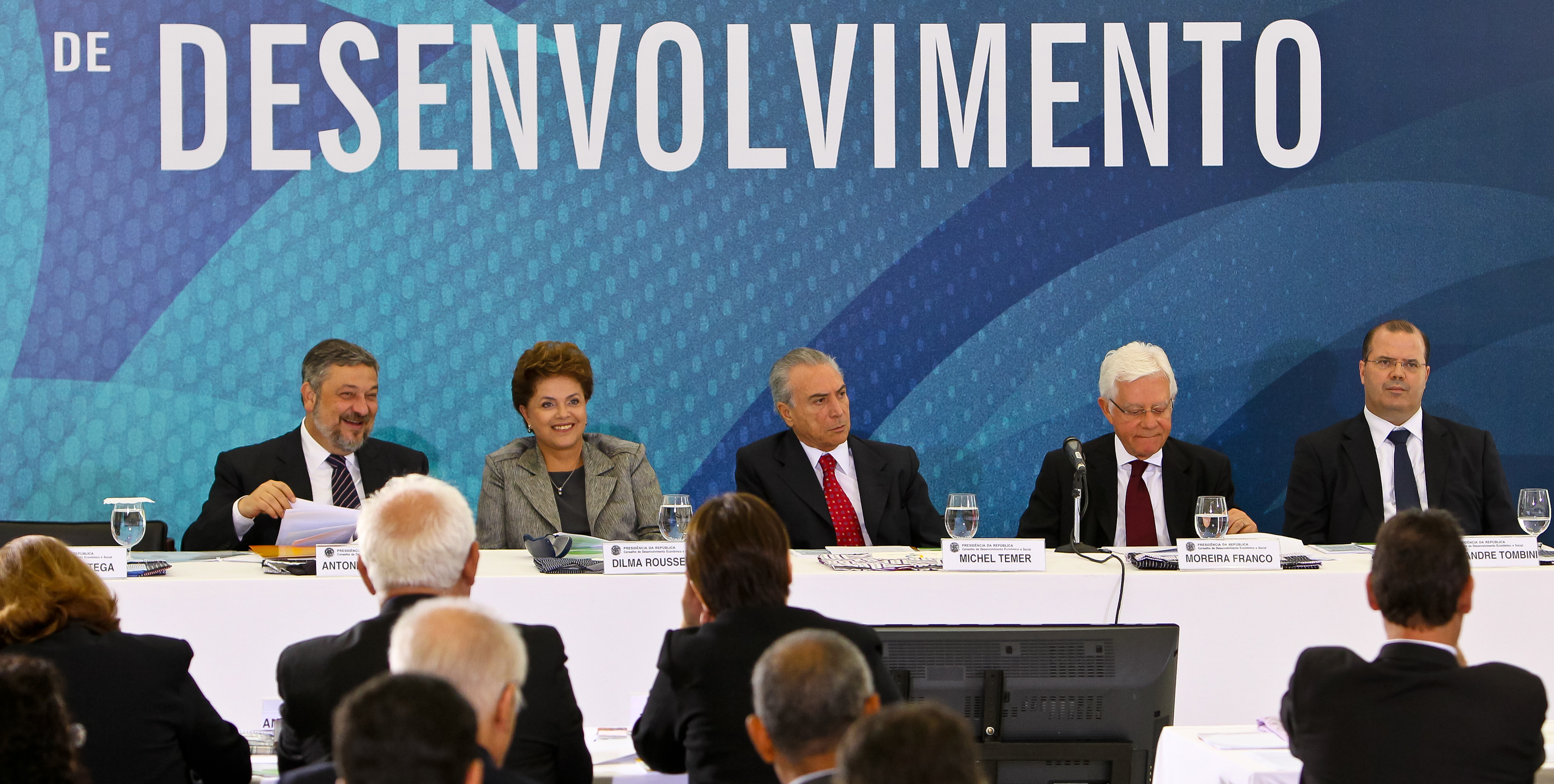
Presidenta Dilma Rousseff, o vice-presidente Michel Temer, e o ministro Antonio Palocci, participam da 37ª reunião do Conselho de Desenvolvimento Econômico e Social (CDES), no Palácio do Planalto (Brasília, DF, 26/04/2011)

Em 15 de maio de 2011, matéria também publicada na Folha de S.Paulo, afirmou que o ministro da Casa Civil, Antonio Palocci (PT), multiplicou por 20 seu patrimônio em quatro anos. Entre 2006 e 2010, passou de 375 mil para 7,5 milhões de reais. Palocci disse que declarou os bens à Receita Federal e negou irregularidades. O caso teve repercussão e a oposição exigiu explicações do ministro, inclusive acionou à Procuradoria da República e ao STF. No entanto, manobras dos governistas que são maioria, impediram que o ministro se apresentasse à Câmara dos Deputados. A blindagem dos deputados ao ministro e o silêncio de alguns principais opositores, provocou protestos na internet, pois os usuários da rede Twitter mostraram descontentamento contra alguns políticos (tanto da base governista, como o presidente do Senado, José Sarney; quanto da oposição, como o senador Aécio Neves e o ex-governador José Serra, ambos do PSDB), que afirmaram não ver irregularidades. No dia 7 de junho, Palocci pediu demissão do cargo que ocupava no governo.
Em julho de 2011, a presidente Dilma Rousseff determinou o afastamento da cúpula do Ministério dos Transportes, depois de denúncias de superfaturamento em obras públicas apontadas em reportagem da revista Veja, que trouxe informações de que representantes do PR, partido do ministro Alfredo Nascimento (PR), e a maior parte da cúpula do ministério, funcionários da pasta e de órgãos vinculados teriam montado um esquema de recebimento de propina por meio de empreiteiras. O ministro foi o único que permaneceu no cargo e determinou a instauração de uma sindicância interna para apurar as supostas irregularidades envolvendo os funcionários do ministério. Com o agravamento da crise no Ministério dos Transportes após suspeitas de enriquecimento ilícito de seu filho, Alfredo Nascimento entregou carta de demissão à Presidência da República no dia 6 de julho.

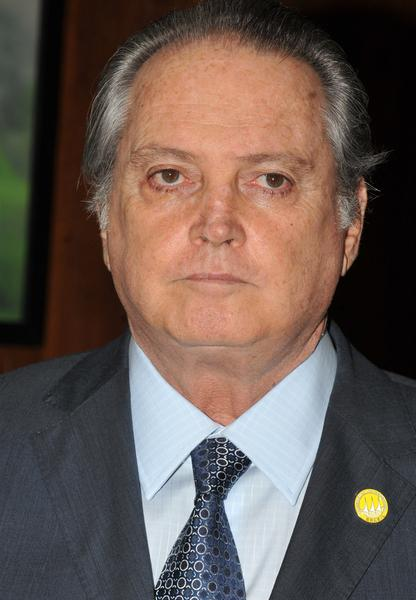
O ex-ministro da Agricultura, Wagner Rossi.

No dia 17 de agosto de 2011, o ministro da Agricultura Wagner Rossi (PMDB) pediu demissão após denúncias envolvendo sua gestão e sua conduta na pasta. Em entrevista à revista "Veja", Oscar Jucá Neto chamou o Partido do Movimento Democrático Brasileiro (PMDB), partido do ministro Wagner Rossi e do vice-presidente, Michel Temer, de “central de negócios". Oscar Jucá Neto é ex-diretor financeiro da Companhia Nacional de Abastecimento (Conab) e irmão do líder do governo no Senado, Romero Jucá (PMDB-RR). Ele foi exonerado do cargo por autorizar um pagamento irregular de cerca de 8 milhões de reais à empresa de um laranja. Segundo Neto, a Conab estaria atrasando o repasse de 14,9 milhões de reais à empresa Caramuru Alimentos para aumentar o montante a ser pago em 20 milhões de reais. Desse total, 5 milhões de reais seriam repassados por fora a autoridades do ministério. O ministro negou todas as acusações. Em outra denúncia, reportagem da Folha de S.Paulo apontou que Rossi transformou a Conab num cabide de empregos para acomodar parentes de líderes políticos do PMDB. Sobre as nomeações, o ministro disse que colocou “pessoas qualificadas” no estatal.
A revista Época publicou reportagem com base em vídeos, documentos e cheques, que integram uma investigação sigilosa do Ministério Público Federal e da Polícia Federal sobre irregularidades na ANP (Agência Nacional do Petróleo), autarquia especial vinculada ao Ministério de Minas e Energia, sob o comando de Edison Lobão (PMDB). Em uma das gravações, dois assessores da agência exigem propina de 40 mil reais para resolver um problema de um cliente. A reportagem também obteve a cópia de um cheque que um dos assessores da ANP recebeu de um advogado ligado ao maior adulterador de combustível do país.
No dia 26 de outubro de 2011, o ministro do Esporte Orlando Silva Jr. (PCdoB), deixou o governo, também depois de uma sequência de acusações de corrupção que foram divulgadas pela imprensa. A principal delas foi a de que ele teria participação em um esquema de desvio de dinheiro público do Segundo Tempo, programa do governo federal destinado a promover o esporte em comunidades carentes. Segundo Silva Jr., não houve nem haveria qualque tipo de prova de seu envolvimento. A demissão do ministro aconteceu um dia depois de o Supremo Tribunal Federal autorizar a instauração de inquérito para investigá-lo, a pedido da Procuradoria Geral da República.
Para um governo recém-formado, do total de ministérios, que são pouco mais de 20, quase um terço já foi comprometido. [...] Houve algo errado nas nomeações. E quem os elegeu foi a Dilma, foi ela quem os escolheu. Ela tem a responsabilidade pelo que está ocorrendo. Ninguém é obrigado a aceitar de um governo anterior a nomeação de futuros ministros.— José Serra, candidato derrotado à Presidência da República pelo PSDB.
Em dezembro de 2011, reportagens da imprensa brasileira levantarem suspeitas sobre a conduta do ministro do Desenvolvimento, Indústria e Comércio Exterior, Fernando Pimentel. Conforme matéria do jornal O Estado de S. Paulo, a Federação das Indústrias de Minas Gerais (Fiemg), principal cliente da empresa de consultoria do ministro, emplacou uma indicação política na Pasta comandada por ele: responsável pela definição de benefícios à indústria.

## Impeachment

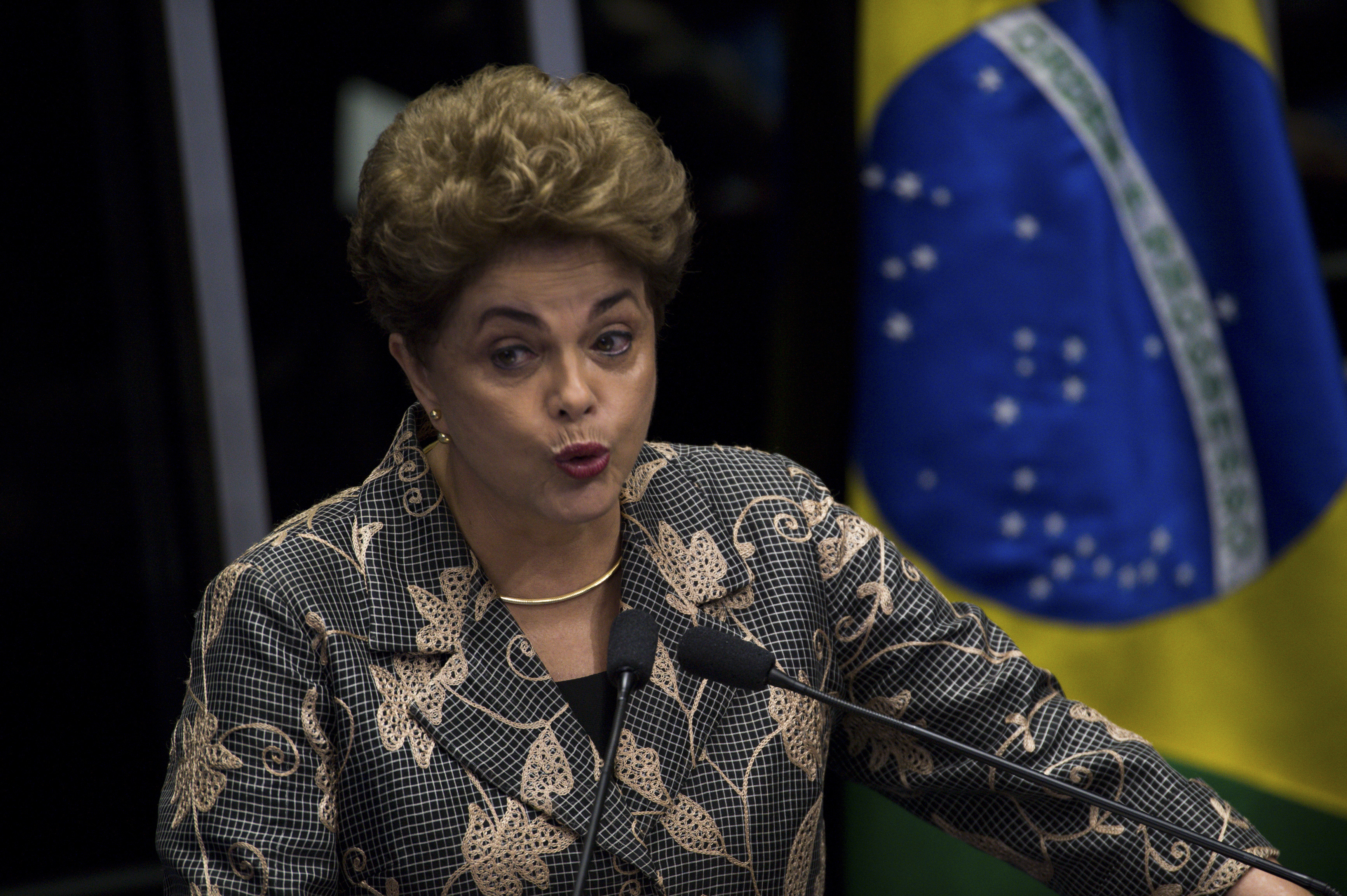
Dilma Rousseff defendendo-se no julgamento de seu processo de impeachment, em 30 de agosto de 2016

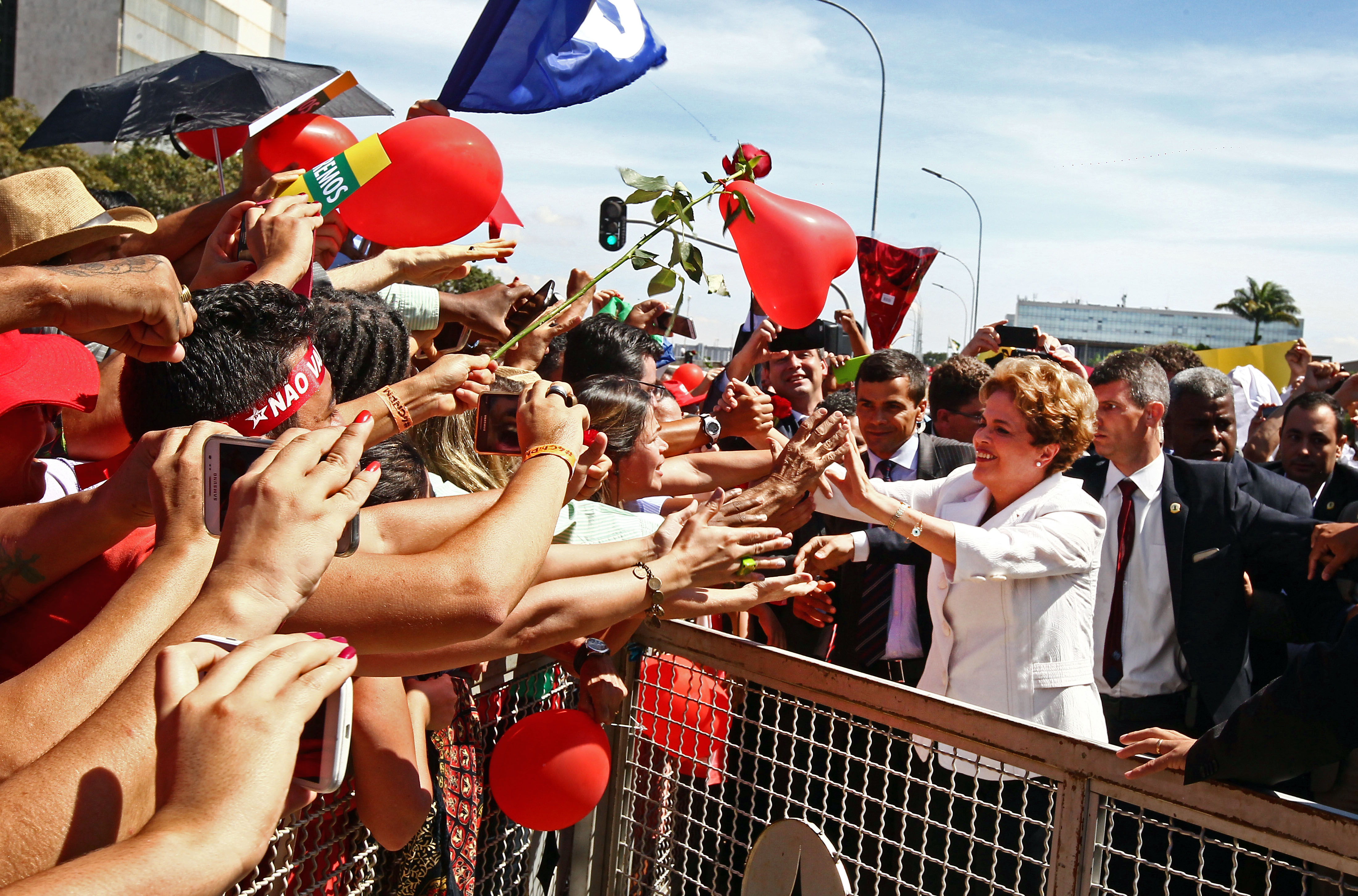
Dilma vai ao encontro de simpatizantes em frente ao Palácio do Planalto após ser afastada, em 12 de maio

No dia 2 de dezembro de 2015 o presidente da Câmara dos Deputados, Eduardo Cunha, acolheu um dos sete pedidos de impeachment contra Dilma, que havia sido protocolado pelos juristas Hélio Bicudo, Miguel Reale Júnior e Janaína Paschoal, e entregue a Cunha pouco mais de dois meses antes. No requerimento original foram incluídas denúncias de decretos assinados pela presidente em 2015, para liberar R$ 2,5 bilhões, sem o aval do Congresso, nem previsão no orçamento. Essa operação é conhecida como pedalada fiscal, e caracterizaria improbidade administrativa.
O acolhimento do pedido de impeachment foi considerado por parte da mídia como uma retaliação contra o partido da presidente, cujos deputados anunciaram naquele mesmo dia que votariam contra Cunha no Conselho de Ética, onde foi investigado por suposta participação no esquema denunciado na Operação Lava Jato. Cunha desmentiu qualquer relação de "barganha" com o governo, afirmando que "a decisão de acatar o impeachment é factual, é concreta, tem tipificação clara", mas continua a atribuir à presidente Dilma responsabilidades sobre as investigações contra ele. Conforme Luiz Inácio Lula da Silva, Dilma não tinha "vontade de fazer política" e não fez reuniões com as bancadas de partidos para tentar impedir o impeachment.
Devido ao recesso parlamentar e as ações de deputados impetradas no Supremo Tribunal Federal com o objetivo de decidir formalmente o rito do processo somente em 17 de março de 2016, a Câmara elegeu, por votação aberta, os 65 integrantes da comissão especial que analisaria o pedido de impeachment contra Dilma Rousseff. Houve 433 votos a favor e apenas um contrário. Em 11 de abril  a comissão especial, com 38 votos a favor e 27 contra, aprovou o parecer do relator, que defendia a admissibilidade do processo de afastamento da presidente. O parecer elaborado pelo deputado Jovair Arantes seguiu para apreciação pelo Plenário da Casa.
No dia 17 de abril de 2016, domingo, a Câmara dos Deputados, com 367 votos favoráveis, 137 contrários, além de 7 abstenções e 2 ausentes, autorizou o Senado Federal a instaurar processo de impeachment contra Dilma.

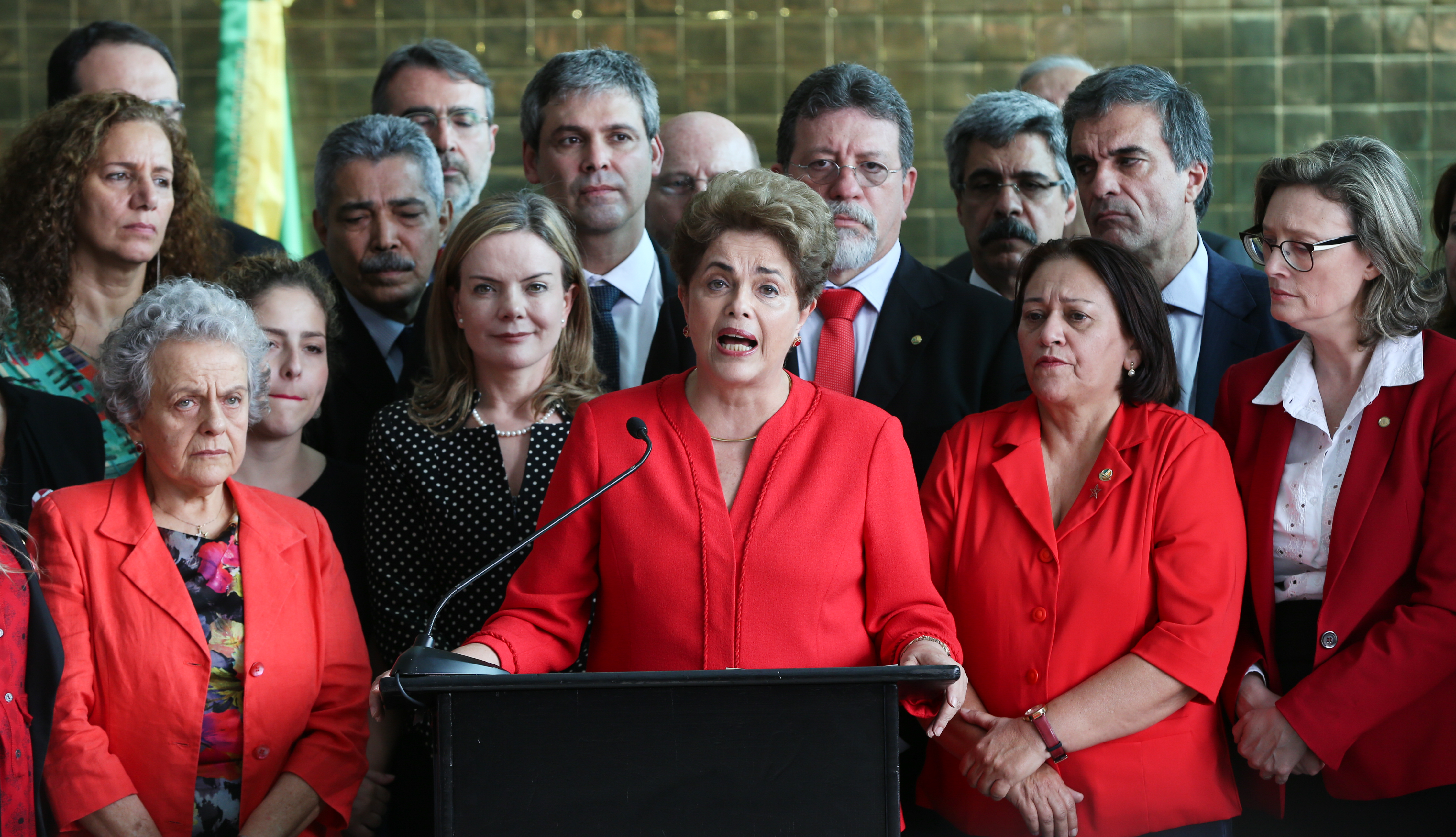
Pronunciamento da presidenta Dilma, com a presença de ministros, deputados e senadores, após a votação do impeachment.

Em 6 de maio de 2016, a comissão especial do impeachment do Senado aprovou, por quinze votos a favor e cinco contra, o relatório do senador Antonio Anastasia, favorável ao prosseguimento do processo de afastamento da presidente Dilma Rousseff. Em 11 de maio, Teori Zavascki negou o pedido do governo para anular o processo de impeachment de Dilma Rousseff. Com a decisão, o Senado mantém a votação que poderá decidir pelo afastamento da presidente do Palácio do Planalto. No dia 12 de maio de 2016, com 55 votos favoráveis, 22 contrários e dois ausentes, o Senado Federal autorizou a abertura do processo de impeachment, e determinou o seu afastamento da Presidência da República pelo período de até 180 dias. Em 31 de agosto, o Senado Federal por 61 votos a 20, cassou o mandato de Dilma como presidente, mas, manteve o direito dela de ocupar cargos públicos.